# Република Српска
Република Српска, незванично Српска, један је од два ентитета у Босни и Херцеговини, поред Федерације Босне и Херцеговине. Налази се у југоисточној Европи, тачније на западном дијелу Балканског полуострва. Највећи град је Бања Лука и представља сједиште већине институција Републике Српске, као и њено политичко, административно, привредно и универзитетско средиште. Српска се граничи државном границом са Републиком Србијом, Црном Гором и Републиком Хрватском, а међуентитетском линијом разграничења са Федерацијом Босне и Херцеговине.
Настала је 9. јануара 1992. године као Република српског народа Босне и Херцеговине одлуком Скупштине српског народа у Босни и Херцеговини. У августу 1992. преименована је у Република Српска, а Општим оквирним споразумом за мир у Босни и Херцеговини потписаним 21. новембра 1995. године постала је међународно призната као један од два ентитета Босне и Херцеговине.
Према подацима пописа становништва 2013. године, у Републици Српској је становало укупно 1.170.342 лица. Резултати пописа из 2013. године показују и то да је у Републици Српској укупан број домаћинстава износио 408.825, а станова 584.261.
Република Српска је члан Скупштине европских региона, која пружа подршку регијама у процесу европског проширења и глобализације.
Представништва Републике Српске у иностранству доприносе унапређењу свих облика сарадње са институцијама и организацијама у иностранству. Република Српска има осам представништва у иностранству и то у: Аустрији, Белгији, Грчкој, Израелу, Њемачкој, Русији, САД и Србији.

## Етимологија
Република Српска етимологију имена темељи на титуларном народу Срба.
На њеном простору кроз историју су постојале многе државе које данас познајемо са придјевом Српска у имену: Српска земља, Српска кнежевина, Српска краљевина, Српска царевина, Српска Босна, Српска деспотовина. У новом вијеку, поред постојања сусједне Србије, која етимологију свог имена темељи на имену истог народа, успостављана је још једна територија са називом истог титуланта: Држава Словенаца, Хрвата и Срба. На простору ове територије касније су настале посебне државе Словенаца и Хрвата, али пола вијека након тога и двије територије трећепоменутог народа, Срба, и то Република Српска Крајина (која више не егзистира) и Република Српска. Прије коначног усвајања имена, Република Српска је првобитно носила име Република српског народа Босне и Херцеговине, затим Српска Република Босна и Херцеговина, да би на крају било предложено и Српска Република, али је ипак усвојено садашње име.
Због претјераног истицања њеног пуног имена са префиксом Република, у неким западним гласилима се стекао утисак да Српска и нема скраћено име, па се она у овим медијима скоро искључиво назива пуним именом и то у српској верзији (енгл. Republika Srpska, а не Republic of Srpska или скраћено Srpska). Њени утемељивачи и званични представници ово сматрају потпуно погрешно, а неки интелектуалци и невладине организације покушавају афирмисати и неке нове енглеске кованице за ову територију (као нпр. Serpska и Serbland).

## Географија
Границе Републике Српске су одређене међународно признатом границом према Републици Србији, Црној Гори и Републици Хрватској и међуентитетском линијом према Федерацији Босне и Херцеговине. Обје су успостављене без поштовања основних принципа разграничења међу народима (етнички, историјски, природно-географски, функционално-економски, војностратешки и др).
У односу на површину своје територије Република Српска има несразмјерно дуге и неправилне границе. Оне су јако издужене и изломљене правећи на појединим мјестима уске појасеве („џепове”) којима се вежу српски простори. Такав најужи и најосетљивији појас је, до издвајања у засебан дистрикт, био онај око града Брчко чија је ширина свега 5 km. Укупна дужина границе Републике Српске износи око 2.170 km, од чега на међуентитетску линију отпада 1.080 km. Ако би територија Републике Српске са површином коју има била у облику круга, укупна дужина њених граница би онда износила свега 561 km. То значи да је коефицијент разуђености границе 3,6 што је ријеткост у свијету и једино би се могла поредити са Чилеом.
Република Српска има атипичан облик територије чији је сјеверни дио издужен у правцу запад—исток, а источни у правцу сјевер—југ. Овакав необичан облик представља отежавајућу околност унутрашње комуникације и економске интеграције међусобно удаљених западних и јужних дијелова Републике.
Територија Републике Српске налази се између 42° 33' и 45° 16' сјеверне географске ширине и 16° 11' и 19° 37' источне географске дужине. Заузима мањи дио јединственог српског етничког простора западно од Дрине, односно захвата сјеверни и источни дио геопростора Босне и Херцеговине. Један дио простора Босне и Херцеговине који су претежно насељавали Срби је према Дејтонском споразуму остао изван Републике Српске — дио Босанске Крајине, Озрена, Посавине и Херцеговине, дијелови Подриња, сарајевске котлине, те дио Јадранског приморја. Република Српска има површину од 25.053 km² или око 49% територије Босне и Херцеговине на којој је 2013. године живело 1.170.342 становника.
Република Српска спада у групу континенталних земаља — нема излаз на море, што је карактеристика земаља са неповољним географским положајем. Међутим, за опстанак и развој неке земље није одлучујуће то да ли има или нема излаз на море (нпр. Чешка, Швајцарска, Аустрија и др). Република Српска је смјештена на контакту двију великих природно-географских и друштвено-економских регионалних цјелина — панонске и средоземне. У саобраћајно-географском смислу овакав њен положај има посебан значај, јер је просјецају виталне комуникационе везе. То се првенствено односи на меридијански правац који међусобно повезаним ријечним долинама Босне и Неретве, пресијецајући динарски планински комплекс повезује средњоевропску и средоземну макрорегију. Ништа мањег значаја није нити упоредни правац који повезује Републику Српску са средњобалканским и западноевропским простором. У том погледу је неопходно истаћи важност излаза Републике Српске на ријеку Саву којом се веже на европску ријечну саобраћајницу Рајна—Мајна—Дунав. Дакле, простор Републике Српске представља спону панонског и јадранског басена са једне стране, и западне Европе и средишњег Балкана, с друге стране. Тако детерминисан њен положај у геополитичком смислу има двојак карактер — у мирнодопским приликама он је позитиван, док у ратним условима, нарочито ако се има у виду издуженост и изломљеност граница он постаје изузетно неповољан.
Природне одлике Републике Српске су веома сложене, што је резултат њене припадности различитим природногеографским цјелинама и њиховој геоморфолошкој еволуцији. У геоморфолошком изгледу на простору Републике Српске се смјењују различити облици. У сјеверном перипанонском дијелу брежуљкасти терени изграђени од кенозојских наслага постепено се спуштају у равничарске просторе са алувијалним заравнима и ријечним терасама који уједно чини и најплоднији дио Републике Српске. На том простору издижу се само неколико усамљених планина — Козара, Просара, Мотајица, Вучијак, Озрен и Требава, те сјевероисточни обронци Мајевице. Према југу равничарски простор преко брежуљкастог терена прелази у планинско подручје које заузима и највећи дио површине Републике Српске.

### Клима
Република Српска се налази у сјеверном умјереном појасу, и могу се издвојити три климатска поднебља.
- Средоземни, са варијантама класичне и измијењене средоземне климе;
- Планински, који обиљежава обиље снијега зими, и пријатна и свјежа љета;
- Континентални, са варијантама умјерено-континенталне и континенталне климе.

Различити климатски утицаји који се осјећају на простору Републике Српске су резултат природних елемента и законитости опште циркулације ваздушних маса на ширем простору. Сјеверни перипанонски дио припада умјерено континенталном климатском појасу у коме се осјећа и панонски (степски) климатски утицај са сјевера. Љета су топла, а зиме већином умјерено хладне, са просјечном годишњом температуром изнад 10 °C. Падавине су углавном равномјерно распоређене, а највеће количине се излучују када су и најпотребније пољопривредним културама (мај—јун). Количина падавина по правилу опада идући од запада (1500 mm) према истоку (700 mm) због утицаја западних ваздушних струјања.
Планинска и планинско-котлинска (претпланинска) варијанта климатског утицаја осјећа се на највећем дијелу Републике Српске. Пространи планински масиви имају планинску климу чије су одлике свјежа и кратка љета, а дуге хладне и снежне зиме. Сњежне падавине су обилне и дуго се задржавају, а висина падавина је изнад 1200 mm. За разлику од планинске климе ових простора, брежуљкаста подручја, те котлине и долине имају нешто блажу климу — котлинску. Главне њене одлике су умјерено топла љета и доста хладне зиме, са просјечном годишњом температуром испод 10 °C, и висином падавина од 700—1000 mm.
Јужни дио Републике Српске, односно простор Херцеговине (Хумине) има средоземну климу, док се простор Рудина одликује прелазном варијантом између климе Хумина и планинске климе. Клима Хумина се одлукује утицајем са мора, па су љета врло топла а зиме доста благе. Просјечна годишња температура се креће од 14 °C до 16 °C. У овоме поднебљу је смјештен најтоплији град Републике Српске и Босне и Херцеговине Град Требиње. Распоред падавина је неповољан, пошто кише највише падају у јесен и у зиму а најмање у љето, када се јављају и краћи сушни периоди. Кишне падавине доминирају над сњежним. За разлику од оваквих климатских одлика херцеговачких хумина, климу Рудина углавном карактеришу ниже љетне температуре и знатне зимске сњежне падавине.

### Хидрографија
Са хидролошког аспекта, простор Републике Српске се може означити као релативно богат површинском и подземном хидролошком мрежом. Сви главни ријечни токови хидролошки припадају сливу Црног мора. Окосница црноморског слива је ток ријеке Саве који је ниско положен, те му дотичу сви већи ријечки токови — Уна са Саном, Врбас, Укрина, Босна и Дрина. Све оне имају композитни карактер ријечних долина са великим падовима, те располажу значајним хидроенергетским потенцијалом. У том погледу је посебно значајна Дрина која има најразвијенији хидролошки систем и огроман хидроенергетски потенцијал који је још увек недовољно валоризован. И остали ријечни токови имају велики привредни значај, мада углавном само својим доњим и средњим токовима припадају Републици Српској. Изузетак је Укрина која има мањи ток и тече по брдима између доњих токова Врбаса и Босне.
Хидрографску ријечну мрежу Републике Српске употпуњује највећа и најзначајнија ријека источне Херцеговине — Требишњица, чији је хидрографски потенцијал готово у потпуности валоризован. Она, као и готово сва подземна карстна хидрографска мрежа припада јадранском сливу. Ријеке Српске, поред хидроенергетског потенцијала, својим квалитетом представљају значајну компоненту туристичке привреде. То се посебно односи на планинске токове који су веома чисти и богати ријечном рибом.
Поред богатства у ријечним токовима, на простору Републике Српске налазе се бројни извори и врела која су углавном пукотинског и контактног карактера, а на бројним расједима (нпр. Савски ров) јављају се значајни термоминерални извори који имају огроман бањско-туристички значај, те акумулациона и природна, углавном циркна језера.
На подручју Републике Српске налазе се и језера, између осталих:
- Билећко језеро — највећа вјештачка акумулација на Балкану. Налази се на ријеци Требишњици код Билеће.
- Балкана — представља веома популарно излетиште Бањалучког краја. Омеђена је пашњацима и густим четинарским и храстовим шумама. Мањи дио уређен је као купалиште а већи богат пастрмком представља стјециште риболоваца.

- Вишеградско језеро — вјештачка акумулација настала изградњом бране ХЕ „Вишеград” на ријеци Дрини. Акумулација обухвата општине: Вишеград, Ново Горажде и Рудо.
- Орловачко језеро — налази се на Зеленгори на надморској висини од 1438 m. Дужина језера је око 350 m, а ширина 100 m, дубина 5 m. Језером газдује национални парк „Сутјеска”.
- Бардача — комплекс језера смјештен између ријека Саве и Врбаса. Налази се сјевероисточно од Бање Луке у општини Србац и уврштена је на свјетску листу заштићених мочварних подручја.[31]
- Зворничко језеро — вјештачка акумулација настала изградњом ХЕ „Зворник”. Језеро је дугачко 25 km, а на најширем дијелу је широко око 3 km.[31]
- Перућачко језеро — је вјештачко језеро на подручју Сребренице, и подручју Бајине Баште у Србији. Језеро је настало преграђивањем тока ријеке Дрине, за потребе ХЕ „Бајина Башта”.
- Орловачко језеро — је природно језеро на надморској висини од 1.438 m. Удаљено је од Југовог језера око 1 km. Дужина језера је око 350 m, ширина око 100 m, а просјечна дубина око 5 m.[32]

### Вегетација
Вегетација Републике Српске се одликује великом разноликошћу, што је највећим дијелом посљедица климатских услова. Посебан значај има шумски комплекс, а међу најраспрострањеније спада подручје климазоналне вегетације храстових шума. На сјеверу, уз обалу ријеке Саве и њених већих притока налази се појас храста лужњака који је мјестимично испрекидан шумама храста китњака и обичног граба. Просторно, овај појас се наставља на шумски појас у Славонији познат под називом „славонске храстове шуме”. Јужније, на брежуљкастим и уздигнутијим просторима, налази се шумска заједница храста китњака и обичног граба, а мјестимично су се развиле и букове шуме претпланинског појаса.
С обзиром на то да је ово панонско и претпланинско биљногеографско подручје које је уједно и најгушће насељено пољопривредним становништвом, због тога су и шумске заједнице сведене на мање површине. Мањи локалитети храста китњака и обичног граба сусрећу се и у долини Неретвице у источној Херцеговини.
Уски појас горњег Подриња и ниска Херцеговина одликује се климазоналном вегетацијом храста медунца и црног јасена, а у средњем току Дрине и околини Фоче и Вишеграда налази се уски појас храста сладуна и цера.
Знатан дио простора Републике Српске налази се под буковом шумом, а на вишим планинским подручјима развиле су се мјешовите шумске заједнице букве, јеле и смрче. Као главни пратиоци букових шума јесу јавор, бријест, бијели јасен и друге врсте. Појас букових шума заузима преддинарско и динарско биљногеографско подручје. Нешто су раширеније у источним него у западним дијеловима Српске.
Унутар шумских вегетационих подручја, посебно на брдско-планинским просторима, знатне површине су обрасле трапном вегетацијом (ливаде и пашњаци) и оне су посебно значајне за развој сточарства. Вегетација Републике Српске је веома интересантна и са аспекта значајних ендемских врста што потврђује и присуство Панчићеве оморике у долини Дрине (прашума Перућица код Фоче).

### Заштићена подручја

#### Национални паркови
У Републици Српској званично постоје три национална парка и један парк природе:
| Име                      | Основан | Величина () | Положај                                                          | Слика |
| ------------------------ | ------- | ----------- | ---------------------------------------------------------------- | ----- |
| Национални парк Сутјеска | 1965.   | 17.300      | Република Српска на карти Босне и Херцеговине · Република Српска |       |
| Национални парк Козара   | 1967.   | 3.400       | Република Српска на карти Босне и Херцеговине · Република Српска |       |
| Национални парк Дрина    | 2017.   | 6.315       | Република Српска на карти Босне и Херцеговине · Република Српска |       |

#### Резервати природе
У Српској постоје четири резервата природе, и то два строга резервата природе и два посебна резервата природе.

##### Строги резервати природе
| Име                                 | Основан | Величина () | Положај                                                          | Слика |
| ----------------------------------- | ------- | ----------- | ---------------------------------------------------------------- | ----- |
| Строги резерват природе прашума Јањ | 1960-их | 295,00      | Република Српска на карти Босне и Херцеговине · Република Српска |       |
| Строги резерват природе прашума Лом | 1956.   | 297,82      | Република Српска на карти Босне и Херцеговине · Република Српска |       |

##### Посебни резервати природе
| Име                               | Основан | Величина () | Положај                                                          | Слика |
| --------------------------------- | ------- | ----------- | ---------------------------------------------------------------- | ----- |
| Посебни резерват природе Громижељ | 2008.   | 831,33      | Република Српска на карти Босне и Херцеговине · Република Српска |       |
| Посебни резерват природе Лисина   | 2011.   | 560,64      | Република Српска на карти Босне и Херцеговине · Република Српска |       |

#### Споменици природе
На територији Републике Српске налази се једанаест споменика природе:
- Пећина Орловача
- Пећина Љубачево
- Жута буква
- Пећина Растуша
- Јама Ледана
- Ваганска пећина
- Пећина Ђатло
- Павлова пећина
- Гирска пећина
- Пећина под липом
- Пећина Ледењача

## Историја
Територија данашње Републике Српске је настањена од времена неолита. У раном бронзаном добу дотадашњу неолитску популацију су замијенила ратоборнија племена, позната као Илири. За вријеме владавине Октавијана Августа илирске земље су постале римска провинција Илирик. Римско царство је изгубило контролу над Панонијом и Далмацијом 455. године и ове територије су након тога запосјели Остроготи. Остроготе су побиједили Византинци 553. године када је Далмација постала дио Византије.
Словени су се населили на ово подручје у 6. и 7. вијеку, а Срби су се доселили у другом словенском таласу (послије 626. године). Већи или мањи дијелови овог подручја били су у саставу средњовјековних српских држава — Србије кнеза Петра Гојниковића и кнеза Часлава Клонимировића, Дукље, Немањићке Србије, Бановине Босне, Сремске земље, Српског царства, државе кнеза Војислава Војиновића и жупана Николе Алтомановића, Краљевине Босне, Српске деспотовине, кнежевине Павла Раденовића, војводства Сандаља Хранића и херцеговине Стефана Вукчића. Током овог периода, неки дијелови територије данашње Републике Српске су били и под влашћу средњовјековне Хрватске и средњовјековне Угарске.
У 15. вијеку, ове просторе осваја Османско царство и укључује их у Босански пашалук. Тада је један дио Срба прешао у исламску вјеру, а њихови потомци су данашњи Бошњаци. Између 1718. и 1739. године, Хабзбуршка монархија је управљала малим сјеверним дијелом данашње Републике Српске, али након 1739. године ово подручје поново долази под контролу Османског царства. Почетком 19. вијека, источни дијелови територије данашње Републике Српске били су обухваћени Првим српским устанком и ушли у састав Карађорђеве Србије.
Аустроугарска окупира цјелокупну територију данашње Републике Српске 1878. године, а анектира је 1908. године. Са завршетком Првог свјетског рата 1918. године, ови простори улазе у састав новоформиране Краљевство Срба, Хрвата и Словенаца. Између 1929. и 1941. године, једна од покрајина Краљевине Југославије носила је назив Врбаска бановина и имала је управно сједиште у Бањој Луци. Окупацијом и подјелом Југославије 1941. године, територију данашње Републике Српске окупира Независна Држава Хрватска, чије војне формације чине бројне злочине над српским становништвом. Српски народ је покушавао да се одбрани од овог терора учествујући у два покрета отпора, партизанском и четничком, а на дијеловима територије данашње Републике Српске биле су током рата формиране и простране ослобођене територије.
Након Другог свјетског рата, подручје данашње Републике Српске улази у састав СР Босне и Херцеговине, у којој су Срби све до 1971. године чинили највећи дио становништва. Од пописа из 1971. најбројнија етничка група СР Босне и Херцеговине били су Муслимани (данас познати као Бошњаци). Територија СР Босне и Херцеговине, међутим, остала је етнички мјешовита, а на попису из 1991. године, Срби су у њој били други народ по бројности. На територији која данас улази у састав Републике Српске, Срби су 1991. године чинили апсолутну већину становништва (56,6%).

### Стварање Републике Српске
Српски народ је до шездесетих година 20. вијека чинио релативну већину становништва историјских области Босне и Херцеговине. Све до ослобођења Босне и Херцеговине и њеног укључења у Краљевину СХС, и првих вишестраначких избора са општим правом гласа 1920. године, није било говора о демократском дефинисању народне суверености. Да би сачувало старе привилегије, упркос реформама у Османском царству, муслиманско феудално племство у БиХ је настојало да стекне одређену самосталност у односу на централну власт у Истанбулу. Аустроугарска је стварањем босанске нације покушавала да спречи хомогенизацију народа у БиХ у борби за демократска, национална, вјерска и културна права. Насупрот томе, српски национални покрет је слиједећи концепт националног уједињења, који је по узору на западноевропске земље прихватила Кнежевина а касније Краљевина Србија, тежио стварању уједињене српске и југословенске државе. Сви концепти аутономија или унутрашњих самосталности Босне и Херцеговине, подразумијевали су очување српског идентитета и националне равнотеже у оквиру области. Тако је Санстефанским мировним уговором предвиђено било да на челу аутономне Босне и Херцеговине буду двојица православаца, један мухамеданац и један католик. Статус формалне аутономије успостављен током посљедњих година аустроугарске владавине подразумијевао је обесправљивање и недемократско представљање српског народа. Касније, у превратничким временима, крајем 1918. и у вријеме стварања ЗАВНОБИХ-а, српски политичари налазили су се на челу установа које су дефинисале суверенитет БиХ, по правилу чинили су већину у њима и у оба случаја Босна и Херцеговина је укључена у југословенску државу. Први пут, крајем Првог свјетског рата, противно вољи српског народа, а одлуком његове елите, Босна и Херцеговина, за разлику од Баната, Бачке и Барање и Краљевине Црне Горе, није непосредно прикључена Краљевини Србији. Други пут, упркос извјесним тежњама, Босна и Херцеговина није прикључена НР Србији као аутономна покрајина, већ је добила државност, али без сувереног народа и „бакље у грбу” Федеративне Народне Републике Југославије. Она је тада постала унитарна верзија социјалистичке Југославије, са три конститутивна народа и строгим правилима одржавања националне равнотеже. Временом, захваљујући политици комунистичког режима која је тежила учвршћивању и ширењу државности република и умањивању овлашћења југословенске федерације, као и процесу одласка Срба и Хрвата из Босне и Херцеговине и неинтегрисаности српског народа у Југославији, као и негативног става режима према наводном српском великодржању изграђеног на искуствима матрице преузете из Совјетског Савеза и његовог односа према Русији, нестало је претежног присуства српских политичара у републичким установама. Потиснуте су српске традиције и удио у идентитету Босне и Херцеговине. Комунистички режим је стао иза пројекта муслиманске нације, који је подржаван силом државне власти. Тако је српски народ послије 1971. године коначно престао да буде најбројнији у Босни и Херцеговини. Устав СР Босне и Херцеговине се донекле разликовао од устава осталих република, јер је, поред заштите равноправности конститутивних народа, предвиђао отцијепљења општина СР Босне и Херцеговине. После првих вишестраначких избора новембра 1990. године, дошло је до извјесних уставних промјена. Свјесна крхкости републике и лабилности њених граница, комунистичка власт је укинула до тада важећу могућност отцијепљења општина и прикључења суседним републикама.
Од вишестраначких избора и стварања вишестраначке владе СР БиХ у јануару 1991. политички представници Муслимана (СДА) и Хрвата (ХДЗ) у БиХ започели су процес одвајања Босне и Херцеговине од Југославије. Од проглашења независности Словеније и Хрватске у јуну 1991. године, политички представници Муслимана и Хрвата у БиХ систематски су почели да избегавају Савјет за равноправност народа, а прегласавали су легитимне представнике српског народа посланике СДС. Након што су прегласани 14. на 15. октобра 1991, српски представници су се издвојили 24. октобра 1991. у „Скупштину српског народа у Босни и Херцеговини”. Скупштина је имала сједиште у Сарајеву, да би се због ратних дејстава из центра града априла 1992. године, преселила у Српско Сарајево, односно приградску општину Пале. Убрзо је ова скупштина позвала српски народ на плебисцит о останку српског народа у дотадашњој југословенској федерацији. Плебисцит је одржан 9. и 10. новембра 1991. године, а на њему је узело учешће око 1.350.000 бирача, од којих се 96,4% изјаснило у прилог самосталне српске државе која може да буде у саставу југословенске државе или Србије. „Скупштина српског народа” је 21. новембра 1991. прокламовала принцип да све општине и мјесне заједнице у којима је апсолутна већина гласала за останак у СФР Југославији, треба да постану дио неке од српских аутономних области. Тако су створене Аутономна Регија Крајина, Српска аутономна област Семберија, Српска аутономна област Романија и Српска аутономна област Херцеговина. Када је референдум, противно Уставу СР Босне и Херцеговине, уз подршку Њемачке, постао извјестан, „Скупштина српског народа” је 9. јануара 1992. године, прогласила Републику Српског Народа у Босни и Херцеговини са Сарајевом као главним градом. Српска Република Босна и Херцеговина је 28. фебруар добила Устав Републике Српске и требала је окупи све Србима насељене крајеве у СР Босни и Херцеговини, па и оне у којима су Срби чинили већину прије 1941. године. Новопроглашена српска земља требало је да остане у саставу СФР Југославије. Када су нелегитимне муслиманско-хрватске власти спровеле референдум и прогласиле независност, Српска Република Босна и Херцеговина је такође 7. априла 1992. године прогласила самосталност, али и останак у југословенској федерацији, а готово сви посланици Срби у Скупштини СР Босне и Херцеговине придружили су се почетком рата Скупштини српског народа. Двадесет дана касније, Србија и Црна Гора, под притиском САД и ЕУ, прогласиле су Савезну Републику Југославију. Српска Република Босна и Херцеговина није мијењала свој статус до краја рата, али ипак, од отварања Лондонске конференције љета 1992, она је прихватила да њен статус буде разријешен у оквирима политичког ентитета Босне и Херцеговине.
Народна Скупштина Српске Републике Босне и Херцеговине на сједници 12. маја 1992. године, прогласила је шест „стратегијских циљева” српског народа у Босни и Херцеговини. Први циљ био је успостављање државне границе за српски народ у Босни и Херцеговини. Други, успостављање територијалног коридора између Семберије и Босанске Крајине. Трећи, успостављање коридора у Подрињу и „укидање Дрине” као границе српских држава. Четврти, успостављање границе државе српског народа у Босни и Херцеговини на Уни (према Српској Крајини или Републици Хрватској) и Неретви према хрватском народу у Босни и Херцеговини. Пети циљ је препоручивао подјелу Сарајева на српске, односно муслиманске дијелове, и успоставу државне власти у њима, и шести циљ налагао је осигурање приступа српске државе Јадранском мору. На истој сједници основана је војска која се у то вријеме одвајала од одлазеће Југословенске народне армије. За команданта Другог војног дистрикта, касније начелника Главног штаба Војске Републике Српске, скупштина је именовала генерала Ратка Младића. Народна скупштина је 12. августа 1992. одлучила да нова држава промијени име, иако је остала спремност да коначни статус буде ријешен у некој форми са остала два народа СР Босне и Херцеговине, у Српска Република, да би до краја септембра био званично уведен назив Република Српска. Скупштина Српске је 17. децембра 1992. године умјесто трочланог Предсједништва Републике, који су чинили Биљана Плавшић, Никола Кољевић и Радован Караџић, успоставила функцију инокосног предсједника Републике Српске. За првог предсједника је изабран Радован Караџић, а за потпредсједнике Биљана Плавшић и Никола Кољевић.

#### Грађански рат у Босни и Херцеговини
Рат у Босни и Херцеговини је почео марта 1992. године. После вишемјесечне кризе, рата у Хрватској и напетости између суседних република, СР Босна и Херцеговина је ишла ка пропасти сигурним кораком. У неколико дана након убиства на Башчаршији, започеле су борбе у разним крајевима Босне и Херцеговине. Крајем марта 1992. у Босански Брод и Посавину су ушле регуларне јединице хрватске војске и извршиле више убистава. Хрватске снаге наставиле су да освајају Посавину заузеле су Дервенту и су продрле до прилаза Добоју. На југу Хрвати из западне Херцеговине уз помоћ војске из Хрватске су освојиле и стратешки важан Купрес почетком априла 1992. године и убили неколико десетина цивила.
У центру Бијељине 31. марта 1992. наоружани [Муслимани сукобили су се са Србима (присталицама Војислава Шешеља) и покушали су ставити град под своју власт, али су их Срби од 1. до 6. априла 1992. побиједили уз помоћ паравојне јединице Жељка Ражнатовића Аркана. Убрзо српско становништво је преузело власт у стратешки важним градовима на ријеци Дрини у Зворник 8. априла 1992. и Фочи од 7. до 15. априла 1992.
Државе Европске економске заједнице од 6. априла 1992. одлучиле се да безусловно признају СР Босну и Херцеговину као независну државу, а већ сутрадан 7. априла 1992. и Сједињене Америчке Државе признале су независност Босне и Херцеговине.
У Сарајеву Специјалне јединице Драгана Викића, Зелене беретке и Патриотска лига почињу да врше терор над Србима у већинским муслиманским и хрватским деловима града. Тако су муслиманске трупе Армије БиХ заузеле Пофалиће 16. маја и масакрирале српске цивиле. Да Срби нису били спремни за рат сведочи и чињеница да после убиства на Башчаршији 2. марта 1992. године, већина руководства није била у Сарајеву. У време инсценираног дејства снајпера на демонстранте 6. априла, муслиманске паравојне формације и демонстранти замало нису заробили председника СДС Радована Караџића. Српске снаге су без помоћи тада неутралне ЈНА до 22. априла успеле да одбране Илиџу, и тако је одређено разграничење у граду. Српско Сарајево као одвојени град, конституисано је 30. септембра 1992. године.

Прва фаза рата у Сарајеву је достигла кулминацију у нападима 2. и 3. маја 1992. године на ЈНА. ЈНА се тада повлачила из муслиманских и хрватских крајева, а војници и официри који нису родом из БиХ прелазили су у новоформирану Савезну Републику Југославију. Генерали Милутин Кукањац и Недељко Бошковић споразумели су се око мирног повлачења војника ЈНА из централних градских касарни. На путу у Добровољачкој улици јединице под командом Алијиног председништва БиХ напале су војнике ЈНА. У нападу у Добровољачкој улици муслимански војници су брутално убили 7 лица у ЈНА, а око 200 лица заробили. У целом тзв. случају Добровољачка који обухвата све нападе на ЈНА у Сарајеву 2. и 3. маја 1992. паравојне муслиманске јединице са еполетама АБиХ убиле су укупно 42 војника ЈНА, 71 ранили и 207 заробили. Напад у Добровољачкој улици је извршен по команди члана Председништва Ејупа Ганића, који је, као и обично, замењивао одсутног Алију Изетбеговића. Из опкољене касарне, војнике у конвоју су предводили командант армијске области генерал Кукањац и председник Председништва БиХ Изетбеговић.

„Због суверене Босне ја бих жртвовао мир, а због мира у Босни не бих жртвовао суверену Босну.“

Алија Изетбеговић, 21. децембар 1991. године, 
Изетбеговић је нешто раније слетио на сарајевски аеродром, који је тада био под контролом ЈНА, привремено је задржан, што је допринијело екстремизацији Муслимана, али и ионако лошој слици Срба у западним медијима. Са чела пресеченог конвоја, Кукањац се под ватром пробио ка Врацама, а Изетбеговић мирно продужио ка згради Предсједништва. Иако је повлачење команде ЈНА било договорено посредовањем генерала Макензија и уз гаранцију УНПРОФОР-а, нико није одговарао за масакр у Добровољачкој улици, а скоро двије деценије касније, суд у Лондону је срамотно ослободио Ејупа Ганића, задржаног по потерници Србије.
До краја јуна 1992. године, новостворена Војска Српске Републике Босне и Херцеговине успјела је да повеже српске територије у Босни и Херцеговини. Углавном се радило о борбама за свако општинско средиште или за макар села општинских атара која би обједињена могла да пруже просторну цјеловитост и заокружене границе настајућој држави. Грађански рат, нарочито током првих мјесеци, у многим је случајевима постао брутална и нечовјечна међунационална борба, у којој су поред добровољаца на свим странама учествовали и поједини криминалци.
Војска Републике Српске је на почетку рата имала неколико предности, од којих је била најважнија народно јединство. Иако српски народ није био више интегрисан и опредијељен почетком демократске транзиције, искуства из претходних ратова, непоштен однос САД и ЕЕЗ и чињеница да је српски народ у Босни и Херцеговини био суочен са бројним препрекама, учинили су да уочи рата цјелокупна српска политичка сцена у Босни и Херцеговини постане један велики национални покрет. Друга предност је лежала у чињеници да су се Срби у највећој мери идентификовали са југословенском државом, да је генерација родитеља људи средњих година чинила окосницу Народноослободилачке војске и да су као сразмјерно сиромашно сеоско становништво чешће бирали војнички позив. Због тога је ЈНА у Босни и Херцеговини, иако је неславно пропала, брзо могла да се трансформише у војску нове републике. Ова војска је имала далеко бројнији и обученији официрски кор од својих противника. ВРС је имала и предност у наоружању, која се односила на тенкове и тешку артиљерију, али су противничке војске ускоро успјеле да остваре извјестан баланс у војној и ватреној моћи, мада је у неким крајевима, попут опкољеног Сарајева и Бихаћке Крајине, разлика у наоружању остала недостижна. Војска Републике Српске је била готово двоструко малобројнија од удружених армија својих противника. Сматра се да није прелазила 80.000 војника, а њени фронтови су се ширили на око 3.000 km. Током трајања рата имала је шест корпуса, Први и Други крајишки, Трећи корпус, Источнобосански корпус, Херцеговачки корпус и Ваздухопловство и противваздушна одбрана. Најважније побједе у 1992. години су биле операције „Врбас 92” и „Коридор”. Прво је ВРС под командом генерала Славка Лисице у нападу околних јединица успјела да ослободи Купрес. Од јуна до октобра 1992. године, ВРС је у операцији „Врбас 92” успјела да окупи сеоска подручја насељена Србима, заузимајући стратешки важно Јајце. Тиме је било заокружено највеће цјеловито подручје Српске, Босанска Крајина. Да српско вођство стратешки није било спремно за рат, говори и чињеница да су српске земље на истоку и западу Босне и Херцеговине током пуна два мјесеца грађанског рата биле раздвојене. У Бањалуци због немогућности да буде допремљен неопходан кисеоник, умрло је дванаест беба. Операцијом „Коридор” до 26. јуна ослобођен је појас српских села и задобијен пролаз кроз извјестан број хрватских и муслиманских села и етнички мјешовити град Брчко. До 5. октобра 1992. године цјелокупна област Посавине, осим Орашја, била је под контролом српске војске. Током 1992. вођене су тешке борбе у Подрињу, гдје су до краја године два општинска средишта и једна енклава (Сребреница, Горажде и Жепа), остали у рукама муслиманских снага.
Ратовање у Сарајеву донијело је тешке патње грађанима и велике војне и политичке заплете. Послије уклањања првих барикада, и након проглашења независности 6. априла 1992, постепено је устаљен фронт у граду и околини. Нејасна и неодлучна политика ЈНА довела је до тога да српске снаге задрже само мале дијелове урбаног дијела града, успијевајући да се учврсте тек у приградским општинама, гдје су Срби били у изразитој већини. Тако се средишњи део Сарајева са муслиманском већином нашао окружен српским насељима и војним положајима, а потпуна подела Сарајева на два дела извршена је од напада на ЈНА 2. и 3. маја 1992. у тзв. случају Добровољачка до средине маја 1992. Српска војска је око града распоредила тешку артиљерију, и ускоро су линије фронта биле учвршћене, а град је био изложен свакодневној узајамној паљби. ВРС је дејствовала по центру града и Старом граду, а АБиХ по Грбавици и Лукавици. САД и ЕУ су 28. јуна 1992. успјеле да присиле српску војску да трупама УН преда сарајевски аеродром, тако да је блокада могла да буде и укинута. Муслиманске власти у Сарајеву су касније прокопале тунел испод аеродрома. У току рата погинуло је више хиљада грађана Сарајева, војника и цивила свих националности. Међутим, град је постао симбол страдања муслиманских цивила, иако су српски цивили били двоструке жртве, како због размене артиљеријске ватре између положаја АБиХ и ВРС, тако и због унутрашњег терора паравојске под окриљем власти. Такође, Срби су страдали у приградским општинама Сарајева, Пале и Лукавица, под окриљем ВРС, а од артиљерије из центра града.
Бошњачки део Сарајева нашао се у потпуном окружењу и почетком августа 1993. Војска Републике Српске у Операцији Лукавац 93 до 30. јула 1993. године успеле су да узму стратешки важне планине у околини Сарајева, Игман и Бјелашницу, али под притиском САД, морале су да их предају трупама УН.
Велике силе су пропустиле да успоставе систем заштићених зона и заиста прекину рат, иако су неколико пута имале прилику да то учине. Бошњачки извори (Центар за документацију из Сарајева) наводе 12.000 укупних жртава града. Према српским статистикама, у граду и његовој околини страдало је током рата 6.628 припадника српског народа. Посебан терор проживљавали су Срби који су остали у Сарајеву. Више стотина српских цивила убиле су паравојне јединице сарајевских криминалаца Мушана Топаловића Цаце и Рамиза Делалића Ћеле. Њихове јединице су брутално убијале, пљачкале и силовале током првих ратних година. Жртве су бацане у јаму на Казанима, или спаљиване. Јука Празина, Мушан Топаловић, Рамиз Делалић, Исмет Бајрамовић и други паравојни команданти били су официри АБиХ, за њихове злочине знао је муслимански војни и политички врх, а постоје и фото-свједочанства да их је Алија Изетбеговић примио као хероје одбране Сарајева. Када Топаловића више никако није било могуће контролисати, покушали су да га ухапсе. Убијен је, а са њим је погинуо и већи број припадника муслиманске полиције. По савјету из иностранства, муслиманско вођство је одређеном броју ратних злочинаца судило за обична убиства и осудило их на минималне казне затвора, тако спречавајући будућа суђења, пошто је немогуће за исти злочин судити два пута. У српским дијеловима Сарајева такође је било злочина над цивилима. Један од познатих починилаца тих дела је био Веселин Влаховић Батко, кога је 2013. суд Босне и Херцеговине осудио на 45 година затвора за убиство тридесет особа, силовања и разна друга недјела. Суд Босне и Херцеговине само је симболично кажњавао злочине над Србима, а често је нове и оштрије казне ретроактивно изрицао Србима за злочине које су чинили у вријеме важења старих закона са блажим казнама.

#### Сукоб савезника
Већ од борби за Јајце започео је сукоб између ратних савезника, Муслимана и Хрвата. Почело је надметање хрватских и муслиманских снага око контроле над централном Босном и долином Неретве. Хрватска заједница Херцег-Босна проглашена је 18. новембра 1991. године, и то као посебна „политичка, културна, привредна и територијална цјелина”. Већ 8. децембра 1992. године предсједник ХЗ Херцег-Босне Мате Бобан забранио је прелазак конвоја са оружјем за Армију БиХ код Сарајева. Сукоби међу савезницима почели су још јуна 1992. године. До већих ратних операција дошло је априла 1993. У то вријеме двије стране прихватиле су Венс-Овенов мировни план. Према уставу који је тада предложен, у три већинска хрватска кантона биле би сабране све спорне хрватско-муслиманске области. У једном од тренутака рата у коме су српске снаге чврсто држале фронтове, а Српска и Србија биле дубоко и безнадежно изоловане, хрватске и муслиманске трупе започеле су десетомјесечни рат на линијама Горњи Вакуф—Фојница—Прозор—Мостар. Посебно огорчене борбе вођене су у Мостару, који је упркос почетним успјесима Хрватског вијећа одбране остао подијељен град. Снаге Муслиманске АБиХ покушале су да операцијом „Неретва 93” освоје територијални коридор до источног Мостара, који су у окружењу држале снаге ХВО. Стари мост у Мостару срушен је у артиљеријској ватри ХВО 9. новембра 1993. године. Снаге ХВО су у првим нападима заузеле Прозор, али су до краја године трупе АБиХ успјеле да протјерају хрватске снаге из Травника, општине Вареш и практично загосподариле централном Босном. Хрватска заједница Херцег-Босна успоставила је своју државност 28. августа 1993. године, и од тада је њен назив био Хрватска Република Херцег-Босна. Република Српска и ХР Херцег-Босна су 19. јануара 1994. године у Женеви потписале споразум о успостављању трајног мира и званичних односа. Договорено је успостављање представништва у Мостару и Српском Сарајеву. Крајем фебруара 1994. потписано је примирје у Загребу. Рат је прекинут под притиском САД, које су се активно укључиле у преговоре о миру и уставном уређењу Босне и Херцеговине. Замисао Вашингтона је била да прво успостави споразум између Муслимана и Хрвата и установи њихов заједнички ентитет у оквиру Босне и Херцеговине, како би касније притисак на Републику Српску био већи и дјелотворнији.
Члан Предсједништва СР Босне и Херцеговине Фикрет Абдић основао је 27. септембра 1993. године у свом упоришту у Великој Кладуши, на крајњем сјеверозападу Босанске Крајине, Аутономну Покрајину Западну Босну. Иако је Абдић добио највише гласова од свих кандидата за Предсједништво СР Босне и Херцеговине, он се одрекао мјеста предсједника у корист Алије Изетбеговића. Касније политички маргинализован, Абдић је био незадовољан политиком коју је водио Алија Изетбеговић. Наклоњен преговорима и компромисима, Абдић није био спреман да безусловно подржава Изетбеговићев програм, који је почетком рата попримао максималистичке тежње стварања унитарне државе уз муслиманску превласт. Ускоро, он се повукао у свој родни крај, Велику Кладушу. Кад су велике силе понудиле Овен-Столтенбергов план стварања трију република у оквирима конфедералне босанско-херцеговачке уније, Абдић је одлучио да издвојену Бихаћку Крајину претвори у посебну покрајину будуће муслиманске републике. Тада је прогласио Аутономну покрајину Западну Босну, коју је пред крај рата уздигао у статус републике. У свом настојању имао је подршку Републике Српске, Србије, али и хрватског предсједника Туђмана.
Споразум између Муслимана и Хрвата, српско одбијање мировног плана Контакт групе и нове санкције Републици Српској, које је сада успоставила и СР Југославија, подстакли су покретање једне од највећих муслиманских офанзива у рату. За разлику од неуспјешних настојања да освоје српске општине на сјеверозападним ободима Сарајева, офанзива под називом „Тигар 94” је била успјешна. Пошто су заваране да ће у Бихаћу бити изведен преврат против генерала Атифа Дудаковића, команданта Петог корпуса АБиХ оданог Изетбеговићу, Абдићеве снаге су поражене и цјелокупна територија под његовом контролом је прегажена. Око 40.000 Муслимана је прогнано на територију Српске Крајине и потом Хрватске. У позну јесен 1994. снаге Петог корпуса АБиХ напале су граничне области Републике Срспке у општинама Бихаћ и Босански Петровац. Продор муслиманских снага је био изненадан, чак 45 km у дубину српске територије. Потом су јединице ВРС под командом генерала Манојла Миловановића, успјеле да зауставе продор муслиманских трупа, преотму освојену територију и стигну до железничке станице у Бихаћу. Управо угроженост Бихаћке Крајине, најпространије од пет муслиманских изолованих енклава, довела је до интервенције великих сила и започела операцију „Зима 94”, Хрватске војске и Хрватског вијећа одбране на територији Босне и Херцеговине, која ће водити пропасти Републке Српске Крајине и паду јужних општина Босанске Крајине. Током 1994. године у грађански рат у Босни и Херцеговини почео је и да се непосредно укључује НАТО. Почетком фебруара, на сарајевској пијаци Маркале пројектил, који је наводно испаљен са српских положаја, усмртио је велики број цивила, што је био повод да се умијешају САД и ЕУ. Сљедећа четири дана ЕУ је дозволила ваздушне нападе на Републику Српску, постављен је ултиматум да се повуче артиљерија из околине града, чиме је ослабљена одбрана српских дијелова града. Скупштина ХР Херцег-Босне се декларисала за очување јединствене и независне Босне и херцеговине. Војска Републике Српске се припремала за одбрану. Крајем фебруара 1994. НАТО је оборио четири авиона ВРС због наводног кршења „зоне забрањеног летења”. Уставотворна скупштина Федерације Босне и Херцеговине одржана је 30. марта 1994. Вашингтонски споразум о стварању федерације потписан је 25. априла 1994. године. До јула су престале борбе између хрватских и муслиманских трупа. Споразум између двије војске пратио је договор о стављању Мостара под надзор ЕУ. Контакт група је 5. јуна 1994. изашла са планом за устав и разграничење ентитета. Републици Српској је остављено 49% територије Босне и Херцеговине. Народна скупштина Републике Српске одбацила је план на сједници одржаној 3. августа 1994, јер њиме није одржан територијални континуитет државе. Дан касније званични Београд је објавио одлуку о прекиду политичких веза са Владом Републике Српске и увео блокаду на Дрини како би САД и ЕУ ублажиле санкције СР Југославији. Сукоб око сигурносне зоне Горажде дао је по први пут у историји НАТО-а повод за напад. Авиони НАТО-а су у споразуму са заштитним снагама УНПРОФОР-а, бомбардовали српски командни положај у близини ратишта. Српске снаге су смјеста препознале војнике УНПРОФОР-а као непријатељске, па су заробиле њих 150 како би спријечиле даље нападе. Растао је притисак муслиманских и хрватских савезника у САД да се укине ембарго на увоз оружја, а тиме је практично озваничена страна војна интервенција у Босни и Херцеговини. Иако је амерички Сенат донио такву одлуку маја 1994, предсједник САД Бил Клинтон је одложио њено спровођење, настојећи да је повеже са притиском на српску страну да прихвати план Контакт групе. Почетком августа НАТО авиони су бомбардовали српске положаје у близини Сарајева. Новембра 1994. САД су укинуле поморску контролу која је била уведена да спријечи увоз оружја. Авиони НАТО-а бомбардовали су Српско Сарајево крајем септембра 1994, а крајем новембра положаје ВРС. За то време снаге АБиХ и ХВО су 3. новембра освојиле стратешки важан Купрес. У Загребу почетком марта 1995. године створена је заједничка команда Хрватске војске и АБиХ. Офанзива муслиманских трупа на Озрен завршава освајањем Возуће и великих дијелова ове српске енклаве територијално спојене са Добојем. Прогнано је више од 4.000 Срба.

„Дозволите ми да Вас прекинем, господине председниче, Срби су народ без закона и вере, Срби су народ разбојника и терориста.“

Жак Ширак, председник Француске - Андреасу Папандреуу, премијеру Грчке, јун 1995. године
Уочи одлучујућих догађаја у грађанском рату који су услиједили током љета 1995. било је извјесно да су постављене основе за будуће устројство Босне и Херцеговине, само је остало још питање унутрашњих граница. Офанзиве муслиманских и хрватских трупа током прве половине 1995. године нису имале успјеха. Међутим, тешкоће у односима са Србијом и тешка криза Републике Српске Крајине, наводили су власти Републике Српске да покушају одвојене преговоре са Хрватском и великим силама, док је на другој страни већина политичких елита Републике Српске и Републике Српске Крајине тежила њиховом уједињењу у „Уједињену Републику Српску”. Почетак краја рата означио је напад хрватске војске на Западну Славонију. СР Југославија и Република Српска нису притекле у помоћ овом угроженом дијелу Крајине. Затим је дошло до нове кризе око заштићених зона, прво бихаћке, а потом сребреничке. Док су јединице ВРС ратовале на Бихаћу, хрватска војска и ХВО су успјеле током јула 1995. да освоје стратешки важно Грахово. Главни град Крајине, Книн, тада се нашао окружен са три стране хрватским трупама, које су могле без тешкоћа да га бомбардују. У јулу, послије нове кризе, ВРС је заузела заштићене зоне Сребреницу и Жепу. Угроженост Бихаћа постала је један од повода напада хрватске војске, ХВО и Петог корпуса АБиХ на РС Крајину 4. августа 1995. године. Книн је освојен већ сутрадан, а борбе су окончане до 9. августа. Током августа хрватска војска, ХВО и муслиманске трупе су успјеле да освоје девет општина Босанске Крајине. Послије другог масакра на Маркалама, који је наводно 28. августа 1995. извршила српска артиљерија, НАТО је започео војну агресију на Републику Српску. Ваздушни напади су трајали до 14. септембра. Двије недјеље касније у Њујорку су шефови дипломатија СР Југославије, Републике Хрватске и муслиманско-хрватске Републике Босне и Херцеговине потписали документ о основним принципима будућег мировног споразума. Закључено је привремено примирје, а мировни преговори су одржани у бази Рајт Петерсон у граду Дејтон у Охају.

#### Дејтонски мировни споразум
Дејтонски споразум је дошао као посљедица вишемјесечне тајне дипломатије иза које су стајале Сједињене Државе, а коју је подржавала Контакт група. Свеобухватни и потпуни споразум омогућиле су велике промјене на фронту, пре свега у прољеће и љето 1995. године. Хрватска војска је освојила већи дио територије РС Крајине, Република Српска је средином јула заузела двије муслиманске енклаве Сребреницу и Жепу. Послије војне операције „Олуја”, која је срушила Крајину, Хрватска војска је заједно са Хрватским вијећем одбране и Армијом БиХ успјела да заузме значајне области на западу Републике Српске. Бомбардовање НАТО-а претходно је довело до пропасти српског фронта у Босанској Крајини, угрожена је и сама Бањалука. Хрватске трупе освојиле су Грахово, Дрвар, Купрес, Гламоч, Шипово, Мркоњић Град и Кључ, војска муслиманског Петог корпуса заузела је Босанску Крупу, Сански Мост и Босански Петровац. У таквим условима Република Српска није имала много могућности за преговоре. Њена војска је држала мање од 49% територије, колико су велике силе дозвољавале да се нађе у границама српског ентитета, а сам опстанак Српске је доведен у питање. Након заузимања Сребренице и масовног злочина који је услиједио, Хашки трибунал је подигао оптужнице против Радована Караџића и генерала Ратка Младића. Муслиманска страна је захтијевала да српски народ представља на преговорима Србија, а представницима Републике Српске дозвољено је да буду дио делегације СР Југославије. Дејтонски преговори су трајали три недјеље. Стране су се споразумјеле о сложеном документу који је омогућио успостављање мира, равнотежу војних снага у региону, стварање Босне и Херцеговине као сложене државе два ентитета и три конститутивна народа. Споразум је предвидео Босну и Херцеговину као државну заједницу минималних надлежности, са заједничким представништвом, савјетом министара, дводомним парламентом, уставним судом, централном банком, овлашћењима у спољним пословима, спољној трговини и пословима држављанства. Велику већину надлежности задржали су ентитети, који не само да су имали пуну законодавну, судску и извршну власт, право ентитетског и националног вета у централним установама, већ су према уставу задржали и своје војске. Дејтонски споразум садржи Општи оквирни споразум и једанаест анекса. Анекс 4 представља Устав Босне и Херцеговине, а према њему име државе је „Босна и Херцеговина” и она је „јединствена држава”, али у њој постоје „два ентитета”, а то су Република Српска и Федерација Босне и Херцеговине. У територијалном погледу, Дејтонски споразум је успоставио односе које су жељеле САД и ЕУ. Федерацији Босне и Херцеговине обезбијеђен је територијални континуитет од Бихаћа до Горажда, са изузетком хрватских енклава Оџака и Орашја које су наслоњене на Републику Хрватску. Републици Српској су, како би досегла 49%, враћени градови Мркоњић и Шипово, као и дијелови околних етнички чистих српских општина. Муслиманско-хрватској федерацији припало је готово цијело Сарајево, са изузетком Лукавице и Пала, такође, прихваћена је арбитража око статуса стратешки важног града Брчког. Арбитражом је коначно 1999. године, у јеку НАТО бомбардовања СР Југославије, одлучено да предратна општина Брчко постане дистрикт, који би био самосталан, али под формалним кондоминијумом два ентитета.

### Република Српска послије 1995. године
Дејтонски споразум је са великим разочарењем дочекан међу Србима у Босни и Херцеговини. Већ у завршници рата, НАТО је бомбардовањем из ваздуха разорио командне положаје ВРС на Романији и логистичком подршком хрватско-муслиманској офанзиви на Босанску Крајину значајно смањио територију под српском контролом. Милошевић је у америчкој војној бази Рајт Петерсон препустио сарајевске рубне општине, које су насељавали Срби и током рата их бранили, као и континуитет територије Републике Српске код Брчког, који је остављен за накнадну арбитражу. Нагађало се како је до губитка око 20% територије дошло због сукоба војног и цивилног руководства, конкретно Караџића и Младића. Такође, препричавало се како је Милошевић у Дејтону, игноришући руководство Републике Српске, уз чашу вискија, Изетбеговићу предао Сарајево да би, наводно Србију растеретио међународних притисака и себе, раније међународно проглашеног за „главног кривца за рат у Босни”, промовисао у „главног фактора мира на Балкану”.
Насупрот томе, у Сарајеву Дејтон је слављен као побједа. Бошњачка страна, која је само неколико мјесеци раније била пред капитулацијом, у Дејтону је третирана као равноправни партнер, а по свему судећи била јој је обећана и каснија мирнодопска доминација. Сарајево је после три и по године деблокирано, Срби су у дугим колонама и носећи ковчеге ископаних предака напуштали Илиџу, Вогошћу, Грбавицу, а у њихове куће и станове упадали су Бошњаци. Апеле међународних представника да Срби остану на својим огњиштима уз гаранције безбједности, оспорио је Изетбеговић изјавом за радио БиХ, да ће сви који су носили пушку бити изведени пред војни суд, а то су практично били сви пунолетни мушкарци, јер су били мобилисани.
Временом перцепција Дејтонског споразума постепено се мијењала и на српској и на бошњачкој страни. Република Српска, према Дејтонском, односно Париском споразуму, постала је међународно призната конститутивна јединица Босне и Херцеговине. Још Вашингтонским споразумом створена је 1994. године Муслиманско-хрватска федерација, којој се Дејтонским споразумом Република Српска прикључила као засебан међународно-правни субјект, односно други ентитет. Све до тада, без обзира што је било далеко од политичке реалности, Босна и Херцеговина је међународно третирана као јединствена држава на челу са Предсједништвом и владом у Сарајеву, и Алијом Изетбеговићем као „предсједником свих Босанаца и Херцеговаца”. Била је то велика промјена коју је у почетку српска страна потцењивала, а бошњачка сматрала привременом. Улога високог представника је Анексом 10 била дефинисана само као подстицање, помагање, савјетовање у процесу имплементације међународног споразума, и први високи представник, Карл Билт, досљедно се држао ограниченог мандата. Према Анексу 4 Дејтонског споразума, који је представљао устав БиХ, предсједништво је било трочлано, а представници три народа су имали право вета. Вијеће министара је обухватало свега неколико ресора (инострани послови, спољна трговина, цивилни послови и слично), док су све остале надлежности биле лоциране у ентитетима, укључујући и војску. Све то је Српској давало елементе државности и отварало јој перспективу да се развија као високо аутономна цјелина у дефакто конфедералном оквиру Босне и Херцеговине. Дејтонски споразум је био готово идентичан Лисабонском споразуму, који су босанскохерцеговачки Срби потписали још прије рата. Међутим, већ годину дана након рата, европски потписници, поготово амерички творци Дејтонског споразума, почели су да говоре о потреби ревизије овог аранжмана који је био верификован на највишем међународном нивоу. Сам главни архитекта овог споразума Ричард Холбрук је, са једне стране хвалио мировни аспект споразума, а са друге, оспоравао његов уставни елемент садржан у Анексу 4, и заговарао „Дејтон 2”, нови споразум који ће обезбиједити чвршћу интеграцију Босне и Херцеговине, што је практично представљало атак на равноправност и аутономију ентитета. Истовремено бошњачке власти и зависни медији у Сарајеву су агресивно промовисали грађански принцип уређења Босне и Херцеговине на рачун националног, што је био слабо камуфлирани национализам већинског народа, или унитаризам, јер је подразумијевао избор по систему „један човјек — један глас”.
Однос снага међу великим силама, долазак ИФОР-а, међународних снага којима су доминирале јединице Војске САД и чланица НАТО-а, наговијестио је будући притисак на државност Републике Српске. Канцеларија високог представника (ОХР), која је временом нарасла у импозантан бирократски апарат, ширила је своје надлежности до мијешања у све политичке, економске, правосудне, просвјетне, информативне и друге области. Високи представник је од почетка био политичар из једне од држава ЕУ и, са једним изузетком, више или мање фаворизовао интересе Бошњака и Хрвата, а његов замјеник увијек Американац, који је давао тон негативној пристрасности према Србима и Српској. Међународна изолација Србије и СР Југославије и сатанизација Милошевићевог режима, само су додатно отежале положај Републике Српске. Велики број општина у Републици Српској налазио се под санкцијама међународних протектора. Република Српска је била дискриминисана и при подјели ургентне међународне хуманитарне помоћи за обнову стамбеног фонда и минималних саобраћајница. Од укупно планираног фонда од пет милијарди долара, за прва три мјесеца 1996. године на првој донаторској конференцији одржаној одмах послије Дејтона, хитно је дозначено 518 милиона, али је комесар ЕУ за спољне послове Ханс ван ден Брук још у децембру 1995. изјавио да Срби не могу да рачунају на та средства док не испоруче своје ратне злочинце. Директор америчке агенције за развој на састанку са европским хуманитарцима рекао је да влада САД има потешкоћа да преда новац у Србију и дијелове БиХ које контролишу Срби, јер се ради о агресорима. Искључивањем Радована Караџића из јавног живота, а затим и његовим прогоном, најављен је неравноправан однос према учесницима рата, што је значило и приписивање политичке кривице за ратне злочине само српском народу.
Република Српска је дочекала крај рата са великим бројем избјеглица и прогнаних. Током љета 1995. године више од стотину хиљада Срба из Републике Српске Крајине и девет окупираних општина Босанске Крајине, трајно се настанило на територији које ће остати у Републици Српској. Такође, Српска је доживјела и поратни егзодус неколико десетина хиљада грађана из сарајевских општина које су припале Федерацији Босне и Херцеговине.
Велики проблем је представљао отворени статус града Брчког и коридора који спаја два приближно једнака дијела Републике Српске. Територија Федерације БиХ дејтонским разграничењем претворена је у једну цјелину, која се шири од Кладуше до Горажда, и од Јадрана до Саве. Водило се рачуна да преко српских села буде успостављен довољно широк коридор који двадесетак хиљада становника Горажда спаја са остатком Федерације. На другој страни, Брчко је остављено међународној арбитражи, иако је у Дејтону било одлучено да се арбитражи препусти само питање локалне границе, 1997. и 1999. године одлучивало се и о статусу града.

#### Политичка транзиција
На првим послијератним изборима одржаним 1996. године, очекивано је побиједила Српска демократска странка. На изборима за Предсједништво БиХ побједио је Момчило Крајишник, дотадашњи предсједник Народне скупштине, и током рата по утицају друга политичка личност у Српској. Изетбеговић се поново нашао на челу Предсједништва, али новим уставом је ову дужност морао да напусти већ послије осам мјесеци и препусти другом. За предсједника владе Српске изабран је Гојко Кличковић, а Драган Калинић за предсједника Скупштине. Истовремено, на предсједничким изборима бивша чланица Предсједништва СР Босне и Херцеговине и потпредсједница Републике Српске, Биљана Плавшић, постала је прва жена предсједница једне српске територије. Она је убрзо ушла у сукоб са Крајишником и Караџићем, који је и послије повлачења са свих државних и партијских дужности, остао веома утицајан. Сукоб је прије свега био на линији формалне и неформалне моћи, али и преласка из ратних у мирнодопске услове. На видјело су изашли и антагонизми између источног и западног дијела Републике Српске и питање пријестонице, која је са ратне локације на Палама, мимо устава, пресељена у Бањалуку. Руководство Српске уједињавали су спољни притисци, али је свакодневни политички живот наметао неопходност промјена и споразумијевања са великим силама. Прва хапшења која су снаге НАТО извршиле у намјери да испоруче оптуженика Хашком трибуналу, завршила су се бруталним убиствима.
У прољеће 1997. године Републике Српска је ушла у стање политичке кризе. Подијелила се републичка полиција, источни дио је подржавао Крајишника и већину у СДС-у, а западни Биљану Плавшић. У Бањалуци су избили немири, али је криза разријешена без људских жртава. У сјенци кризе и сукоба, као и мијешања са стране, континуитет власти обезбиједили су скупштина и влада, на челу са Калинићем и Кличковићем.
На ванредним скупштинским изборима 1997. побиједила је удружена опозиција предвођена Српским народним савезом, странком коју је у међувремену формирала Биљана Плавшић, Социјалистичком партијом РС, коју су водили Драго Илић и Живко Радишић и Странком независних социјалдемократа, коју је годину дана раније основао Милорад Додик. На предлог предсједнице Плавшић, Скупштина РС је за премијера изабрала Милорада Додика, иако је његова партија тада имала само два посланика. На предсједничким изборима крајем септембра 1998. године, уз подршку СДС-а, побиједио је Никола Поплашен, лидер Радикала у Српској, професор Правног факултета у Бањалуци и бивши потпредсједник Скупштине РС. Пошто фаворити предсједника Српске, прво Драган Калинић, а затим и Бране Миљуш, нису обезбиједили већину гласова у Скупштини, а кандидат посланичке већине Милорад Додик подршку предсједника, актуелна влада је наставила да ради у техничком мандату све до наредних избора, односно до формирања нове владе почетком 2001. У међувремену, користећи незаконита „бонска овлашћења”, високи представник Вестендорп је смијенио Поплашена, кога је замијенио потпредсједник Мирко Шаровић. Већ на почетку свог мандата, Додика је сачекала обавеза споразумијевања са ЕУ и САД, као и спровођење реформи. Уз политичку подршку великих сила и финансијску помоћ међународних кредитних установа, почела је убрзана обнова привреде, посебно енергетских потенцијала и путева, као и и пораст животног стандарда грађана. Међутим, током Додиковог мандата пала је 1999. неповољна пресуда арбитраже за Брчко. Исте године НАТО је бомбардовао СР Југославију. Огорчење прекодринских Срба због међународног насиља у матици и отимања Косова и Метохије, пријетило је да се ваздушна интервенција прошири и на Српску. Влада је успјела да Српску сачува изван директног сукоба са НАТО-ом, али су Вашингтон и Брисел и поред тога кренули у даље редукције ентитетске аутономије. Разарање и изолација Србије и пропадање привреде у матици отежавали су социјално-економске прилике у Републици Српској. Додикова влада је све теже испуњавала финансијске обавезе и суочила се са штрајковима пензионера, просвјетних радника и других категорија буџетских потрошача. Сукоб у Социјалистичкој партији РС довео је до раскола у странци, мања фракција, на челу са Небојшом Радмановићем, основала је Демократску социјалистичку партију.
На изборима 2000. СДС се враћа на власт. За предсједника Републике изабран је Мирко Шаровић из СДС-а, а за предсједника парламента Драган Калинић, предсједник побједничке партије и бивши министар здравља. Ову и сљедећу владу предводили су премијери из коалиционе Партије демократског прогреса (ПДП), странке основане 1999. Предсједник странке, Младен Иванић, бивши најмлађи члан Предсједништва СР Босне и Херцеговине и доцент Економског факултета у Бањалуци, постао је премијер јануара 2001. године, а окосницу владе чинили су министри из СДС-а. Иванићева влада извршила је приватизацију банака, започела темељну пореску реформу и посветила се опорезивању ратних богаташа, а у националном погледу слиједила је политику СДС-а. Под притиском САД и ЕУ, објавила је први Извјештај о злочину у Сребреници, у којем се негира геноцид над Бошњацима и прихвата процјена о мањем броју жртава од оног који наводе Бошњаци и њихови покровитељи.
Сљедећи општи избори одржани 5. октобра 2002. године, донијели су поново побједу коалиције СДС — ПДП, уз подршку мањих странака. За предсједника Српске изабран је Драган Чавић, потпредсједник СДС-а, а лидер странке Драган Калинић је задржао место предсједника скупштине. Мирко Шаровић је изабран за српског члана Предсједништва БиХ, у коме је испред Бошњака био Сулејман Тихић из СДА, а испред Хрвата Драган Човић из ХДЗ-а. Влада Драгана Микеревића из ПДП-а изабрана је 17. јануара 2003. године.

#### Високи представници
Током наредне три године услиједили су највећи међународни притисци на државност и аутономију Републике Српске. Смијењен је чак и декан Правног факултета у Бијељини Радомир Лукић. Влада Драгана Микеревића из ПДП-а, а затим и Пере Букејловића из СДС-а, која је на власт дошла средином фебруара 2005. године, настојале су да се одупру овим притисцима. Због неуспјеха у томе, опао им је рејтинг у бирачком тијелу, а самим тим је умањен рејтинг њихових странака. Већ у мандату Карлоса Вестендорпа међународна подршка примјени Дејтонског споразума прерасла је у дефакто протекторат. Томе је посебно допринио трећи по реду високи представник Волфганг Петрич, који је „бонска овлашћења” почео да користи као главни аргумент свога дјеловања. Доносио је одлуке умјесто и против воље демократских установа уколико „не могу или не желе саме да их донесу” и смјењивао политичаре за које би лично процијенио да крше Дејтонски споразум. Пошто над њим није било ефективне контроле, то је значило онога кога пожели. „Бонска овлашћења” је високом представнику омогућио Савјет за спровођење мира, у ком су представнике имале велике силе. Истовремено је започео процес „стабилизације и придруживања” Европској унији. Процес интеграција комплексних институционалних структура у Босни и Херцеговини и несагласности ентитета олакшали су високим представницима да спроводе своју политику. У јануару 2000. успостављена је Државна гранична служба, касније Гранична полиција Босне и Херцеговине, иако су према изворном Дејтонском споразуму границе контролисале ентитетске полиције. Закон о полицији прво је прогласио високи представник, а тек касније је „легално” усвојен у Парламентарној скупштини Босне и Херцеговине. Уставни суд, у коме Бошњаци и представници УН имају шест гласова, у односу на четири гласа Срба и Хрвата, надгласавањем је јула 2000. године донио одлуку о конститутивности сва три народа на цијелој територији БиХ. Тако је омогућено стварање Вијећа народа на ентитетском нивоу, чиме је успорен рад демократских установа Републике Српске. Пошто је установио граничну полицију, Петрич је новембра 2000. инсталирао Суд Босне и Херцеговине, а априла 2001. наметнуо је и рјешења државне заставе, грба и химне (без текста), што је касније само потврдила Парламентарна скупштина. Сљедећих година високи представник је ентитетима најпре ограничио, а затим и укинуо располагање оружаним снагама. Пошто су војске ентитета уставна категорија, извршен је притисак на парламенте, који су их коначно укинули 2006. године. Петрич је свој мандат завршио сетом наметнутих одлука које је издиктирао на сарајевском аеродрому, приликом одласка из Босне и Херцеговине.

„Када је било потребно сломити отпор Срба у БиХ, ја сам написао писмо свом пријатељу Крису Патену (европском комесару за спољне послове) у коме сам га замолио да каже да је то европски захтев и да то тражи ЕУ. Мој пријатељ Крис, који ионако није имао појма о томе, написао је да је то европски захтев и тако сам ја разбио Србе и Републику Српску.“

Педи Ешдаун
Његов насљедник, Педи Ешдаун, је одмах по доласку прогласио Закон о судском и тужилачком вијећу. Сљедеће године је наметнуо кривични закон БиХ. Током 2004. основао је Управу за индиректно опорезивање, захваљујући којој је Босна и Херцеговина добила изворне приходе, а ентитети су ускраћени за значајан дио средстава. Ешдаун је 29. јуна 2004. године смијенио 59 функционера, чланова СДС-а, међу којима је био Драган Калинић, предсједник Народне скупштине Републике Српске у више наврата и дугогодишњи лидер СДС-а. Током љета је успостављен цјелодневни централни телевизијски програм БХТ 1, који је преузео половину укупне телевизијске претплате, иако није привукао пажњу становника Републике Српске. Док је одлучивао о свим кључним аспектима политичког, економског, културног и друштвеног живота, Ешдаун је, као и његови претходници и насљедници, оптуживао политичаре за лоше стање у Босни и Херцеговини.
Међународни представници су смијенили двојицу предсједника Републике Српске, Радована Караџића и Николу Поплашена, док су Мирка Шаровића, као члана Предсједништва БиХ, приморали да 2003. године поднесе оставку. Приближно 200 републичких, војних и страначких функционера и директора јавних предузећа смијењено је и често подвргавано државном терору блокирањем личних банковних рачуна и одузимањем путних исправа. Многи су правду потражили и задовољење добили на суду у Стразбуру. Бошњачки политичари, нарочито Харис Силајџић, нападали су Републику Српску као „геноцидну творевину”, а Србе као „злочиначки народ”. У сарајевским медијима, поготово у политичким недељницима Слободна Босна и Дани, Република Српска је називана „република шумска” и „блентитет”, а све са циљем даље ревизије Анекса 4 Дејтонског споразума. Вјерујући да је позиција Српске и Срба заштићена Дејтонским споразумом, а касније и по инерцији, структуре власти и медији у Бањалуци дуго нису званично реаговали на спољне и унутрашње оркестриране притиске.
Одласком лорда Ешдауна, за Републику Српску завршено је најтеже раздобље у дјеловању Канцеларије високог представника. Од тада су са различитих страна долазили захтјеви за укидање Канцеларије, од Срба, Хрвата и из Русије, која је послије „наранџасте револуције” у Украјини 2004. године заузела другачији курс у својој балканској политици, али и из Европске уније, која није могла да прихвати да држава са којом преговара о прикључењу није демократска.

#### Промјена власти
Привредни и политички успон Републике Српске започео је послије избора одржаних 1. октобра 2006. године. Као резултат кадровског освјежавања на домаћој сцени и промјене односа снага у свијету, успостављена је стабилна политичка већина, која се одлучно супротставила промјенама дејтонског устава, и није била подложна притисцима којима су биле изложене раније владе. Иако је наставила путем европских интеграција и пристала на ступање Босне и Херцеговине у Партнерство за мир, нова влада је прекинула предају надлежности. Процес укидања полиције Републике Српске и централизације правосуђа Босне и Херцеговине енергично је заустављен, чиме су дугорочно обесхрабрене друге сличне иницијативе високог представника. Највеће заслуге за преокрет припале су Милораду Додику, лидеру парламентарне већине, који је послије шест година поново постао премијер. Захваљујући споразуму странака власти и опозиције, Републике Српска је блокирала покушаје нарушавања своје самосталности. Осим уочи избора, највеће српске странке СНСД и СДС биле су јединствене у наступу у заједничким органима у Сарајеву поводом кључних националних и државних питања. Маја 2009. године, на основу закључака о ефектима преношења надлежности са Републике Српске на Босну и Херцеговину, влада Милорада Додика је захтијевала повратак већине од 68 надлежности које су одузете мимо демократске процедуре. Реакција високог представника је била веома оштра, а Додик је означен као „политичар који хоће да поништи све ефекте постдејтонског процеса”, а његов политички манир да према саговорницима из САД и ЕУ, као и онима из Федерације, наступа директно и отворено и оштро реагује на неосноване критике, био окарактерисан као недопустив. „Додикова реторика”, како су је пејоративно називали званичници у Бриселу и Вашингтону, код народа у Републици Српској наилазила је на велико одобравање. У међувремену, послије смрти предсједника Српске Милана Јелића из СНСД-а, септембра 2007. на ванредним изборима за предсједника Срспке изабран је предсједник Академије наука и умјетности Републике Српске Рајко Кузмановић, као нестраначка личност подржан од стране СНСД-а.
На изборима одржаним 2010. године у Републици Српској побиједио је СНСД, а Милорад Додик је изабран за предсједника. Небојша Радмановић је изабран за српског представника у Предсједништву БиХ, а на чело владе у Српској је дошао Александар Џомбић. На нову владу је и даље вршен притисак из ЕУ везан за реформе правосуђа, а високи представник Валентин Инцко је преко својих редовних извјештаја Савјету безбједности УН драматизовао проблем на највишем нивоу. Криза је пријетила да доведе до међународне интервенције и смјене вођства Републике Српске. Маја 2011. године, комесар ЕУ за безбједност и спољну политику, Кетрин Ештон, допутовала је у Бањалуку, гдје је током разговора са Додиком постигнут компромис о покретању „структурисаног дијалога” о правосуђу између ЕУ и Босне и Херцеговине, чиме је ултимативна и недемократска реформа правосуђа заустављена. У немогућности да Републици Српској наметну унитаризацију, структуре наклоњене Бошњацима у ЕУ и САД настојале су да изазову немире по моделу „обојених револуција” покренутих по свијету. Насиље које је требало да уличним нередима уведе јединствени матични број грађана на читавој територији Босне и Херцеговине и потом успостави јединствену полицију, није успјело захваљујући чврстини владе у Бањалуци и српских политичара у заједничким органима, које је инструментализована маса држала опкољене у згради Парламентарне скупштине БиХ у Сарајеву. Двоје дјеце је умрло зато што им кантоналне власти нису издале пасоше како би отишли на лијечење у иностранство, а за ту своју суровост оптужиле су српску страну. Широм Федерације БиХ су фебруара 2014. године избили социјални немири, које су европски политичари, попут Педија Ешдауна и Дорис Пак, најављивали годину дана раније. Немири су захватили крајеве у којима углавном живе Бошњаци у Федерацији БиХ, паљене су владине зграде, захтијевана је борба против корупције, као и реформа устава, али покушаји да се немири прошире и на Српску нису уродили плодом. Истовремено, бошњачки политичари, интелектуалци и новинари, наставили су са још предратном и ратном праксом да наступају као да је Босна и Херцеговина само или прије свега бошњачка земља, а да су Бошњаци, како су често говорили „темељни народ” и да су, наводно, једино Бошњаци бранили Босну и Херцеговину, док су Срби и Хрвати били „агресори” на сопствену земљу. Досљедно својој унитаристичкој политици, Бошњаци свој новокомпоновани језик нису називали „бошњачки”, у природној кореспонденцији са својим националним именом, него „босански”, са очигледном претензијом да га, поред српског и хрватског наметну као језик којим говоре сви у Босни, иако га ни они сами и даље не користе у свакодневном говору.
Власти Републике Српске успјеле су да стекну значајну подршку у иностранству, прије свега у Руској Федерацији. Турска је најпре преко министра Давутоглуа, а послије и премијера Ердогана и нешто мање предсједника Гула, кренула у дипломатску офанзиву на БиХ, фокусирајући се на Бошњаке. Емоционалним изјавама о заједничкој прошлости будили су носталгију за „пустим турским”, промовисали њихове актуелне унитаристичке аспирације, и потпуно занемаривали друга два конститутивна народа у БиХ. Давутоглуово програмско спољнополитичко дјело Стратешка дубина, иако још није било преведено на српски језик, у Републици Српској је захваљујући исламологу Дарку Танасковићу, већ било прочитано као неоосманизам. Република Српска је развила мрежу иностраних представништава у Београду, Бриселу, Москви, Вашингтону, Јерусалиму, Штутгарту, Бечу и Солуну, са амбицијом да је и даље шири.
На изборима одржаним октобра 2014. године СНСД и њени стари савезници ДНС и СПРС, добили су апсолутну већину у Народној скупштини Републике Српске. СДС, на челу са Младеном Босићем, постигла је знатно бољи резултат него на изборима 2006. и 2010. године. Кандидат удружене опозиције, Младен Иванић из ПДП-а, изабран је за члана Предсједништва БиХ, а из редова опозиције именовани су и чланови Вијећа министара БиХ. На изборима потврђена власт суочила се са старим, али и новим изазовима. Неповољној економској, глобалној и регионалној ситуацији која се директно рефлектује на Српску, придружиле су се и све већа политичка, свјетска и европска нестабилност. Грађански рат у Украјини, који је довео до обнове „Хладног рата”, изазвао је вишеструке и унакрсне притиске на Српску. Непријатељство Запада према Русији ескалирало је у неповерење и према њеним православно-словенским пријатељима, попут Срба у Српској. Изградња руског гасовода Јужни ток, чији огранак је требало да уђе у Републику Српску и обезбиједи јој дугорочну енергетску стабилност, бројне плинске електране, велике грађевинске послове и нова радна мјеста, обустављен је под индиректним притиском САД.

#### Каменовање у Сребреници
На двадесетогодишњицу злочина у Сребреници и Дејтонског мировног споразума, бошњачки политичари су кренули са лобирањем у САД и ЕУ да се дефинитивно дискредитује Република Српска као „геноцидна творевина” и откочи процес њеног систематског развлашћивања, који је Додик зауставио у свом другом премијерском мандату. Као резултат тих активности, Уједињено Краљевство је припремила резолуцију о геноциду у Сребреници која колективно осуђује српски народ, али је, на молбу Српске и Србије, Русија на засједању Савјета безбједности УН од 7. јула ветом блокирала резолуцију. Вјероватно је управо то био повод инцидента 11. јула 2015. године на комеморацији у Поточарима. У присуству бројних међународних, западних и бошњачких званичника, премијера Србије, Александра Вучића, су од линча заштитили само његови тјелохранитељи и припадници специјалне полиције Републике Српске у цивилу, иако је одржавање реда током комеморације било под надлежношћу Дирекције за координацију полицијских тијела БиХ. Починиоци нису никада ухапшени и процесуирани, иако постоји видео запис о цијелом току напада, а на снимку су препознатљиви ликови учесника.

#### Сукоб два нивоа власти
Крајем 2015. и почетком 2016. Република Српска се суочила са озбиљном унутрашњом политичком кризом. После завршених избора 2014. године Савез за промјене је уз једног посланика СДА из Републике Српске формирао власт са СДА и ХДЗ-ом на нивоу БиХ, док је СНСД са својим партнерима формирао власт у Републици Српској. Почело је полемиком да ли власт у Српској има примат над својим представницима у заједничким органима БиХ, или могу да дјелују независно од Бањалуке. Када је Денис Звиздић, тадашњи бошњачки мандатар, током излагања програма будућег Савјета министара БиХ пред Парламентарном скупштином БиХ фебруара 2015. године, најавио нови циклус преноса надлежности са ентитета на БиХ, посланици Савеза за промјене (већином из СДС-а, затим ПДП-а и један из СДА из РС) нису реаговали, него су чак гласали за предложени експозе, власт у Бањалуци их је оптужила за издају. Дошло је до српско-српског сукоба између два нивоа власти. Када је 15. јула 2015. већина посланика у Народној скупштини Републике Српске изгласала одлуку о заказивању референдума о раду суда и тужилаштва БиХ и високих представника, опозиција је остала суздржана. Објашњење је било да се ради о сувишном заоштравању са комшијама и међународном заједницом само зато да би власт на челу са Додиком, избјегла да одговара пред судом за криминал и корупцију. Током октобра 2015. предсједник Републике Српске је више пута позивао на договор о питањима од општег интереса, али се они нису појавили у Палати Републике. Узајамне оптужбе за „криминал”, односно „издају” запријетиле су да компромитују читаву политичку елиту Српске, те почетком новембра довеле патријарха Иринеја и чланове Синода Српске православне цркве у Бијељину. На заједничком састанку са лидерима власти и опозиције апеловали су на минимум међусобног поштовања у политичком надметању ради очувања јединства народа у Републици Српској. Када је крајем 2015. Додик због уздржаних гласова опозиције и на сугестију премијера Србије, поново одложио референдум о правосуђу, стигла је одлука Уставног суда БиХ по апелацији Бакира Изетбеговића, гдје је Српској наложено да преиспита датум Дана Републике и прилагоди га ставу представника несрпског становништва. Ова бошњачка провокација, коју је пресудно подржала тројка иностраних судија, насупрот по два српска и хрватска гласа, преко ноћи је ујединила све српске политичаре, укључујући и оне из матице. Одлучили су да уколико се у року од 120 дана не донесе Закон о Уставном суду БиХ, којим би се искључиле иностране судије и пракса прегласавања, распише референдум о датуму Дана Републике. Политичаре у Српској је повезала и реакција на провокативан говор Ахмета Давутоглуа на отварању Ферхат-пашине џамије у Бањалуци 7. маја 2016. године, која је током грађанског рата 1992—1995. порушена, а средствима града и републике обновљена.

„Имате 78 милиона пријатеља у Турској, који су са вама у свакој ситуацији да вас подрже. Када овдје некоме потече крв из носа, код нас крене крв из жиле куцавице… Турска је овдје увијек била, ево нас сада ту и биће вјечно.“

Ахмет Давутоглу, 7. мај 2016. године
На крају говора обратио се рахметли Алији Изетбеговићу заветом да ће БиХ бити јединствена. У знак протеста, предсједник Републике Српске је одустао од најављеног говора.
Послије краћег затишја, медијски рат власти и опозиције је настављен. До кулминације је дошло када је Савез за промјене 14. маја 2016. заказао масован протест у Бањалуци тражећи ванредне изборе, а коалиција СНСД-ДНС-СПРС одговорила најавом свог митинга истога дана у исто вријеме, такође у Бањалуци. У центру Бањалуке, на невеликој удаљености, два страначка блока су одмерила снаге. Иако је владала велика напетост, а из Србије стигао апел да обје стране одустану од сакупљања, све је прошло без инцидената. Такав исход је изневјерио бошњачка очекивања да ће унутрашњи сукоби урушити Српску. Последњих дана јуна и током јула 2016. године, из Федерације је услиједила серија антисрпских испада. Начелник Сребренице Ћамил Дураковић је 27. јуна објавио да су према одлуци НВО „Мајке Сребренице”, руководиоци Србије непожељни на комеморацији у Поточарима 11. јула, због чега је руководство Српске и њени представници у Сарајеву, Иванић и Црнадак, у знак солидарности са матицом отказало свој долазак. Посљедњег дана јуна објављени су резултати пописа који су Бошњацима донијели већину, јер су, мимо консензуса усвојених правила, укључили и бивше становнике БиХ који двије деценије или дуже живе и раде у иностранству. Република Српска није признала такве резултате и најавила је своју верзију пописа. Резултати пописа су показали и да је учешће Срба у Федерацији на нивоу статистичке грешке (2,55%), а да је проценат Бошњака и Хрвата у Српској вишеструко већи (16,4%), што открива да је ратни и поратни одлив српског становништва из Федерације био већи од одлива несрпског становништва из Српске, а не обрнуто како су гласиле бошњачке оптужбе за „етничко чишћење”.
Јавни медији су 17. јула са интернет портала који се везује за исламске екстремисте пренели снимак паљења српске заставе у одговарајућој сценографији и костимографији. Десетак дана касније, у центру Сарајева је одржан перформанс са мапом Републике Српске као земље геноцида, а 29. јула је члан Предсједништва БиХ, Бакир Изетбеговић, без уобичајене протоколарне најаве Београду, боравио у Новом Пазару, а потом је своју посјету објаснио речима да како Вучић може у Бањалуку тако и он може у Нови Пазар, притом занемаривши да је Бањалука у Српској, са којом Србија има међународно признате специјалне везе, а Нови Пазар град на југозападу Србије, у Рашкој, колијевци средњовјековне српске државе.

#### Референдум о Дану Републике
Када је истекло вријеме од 120 дана, а Уставни суд БиХ потврдио своју одлуку о измјени датума дана Републике Српске и бошњачка страна одбацила иницијативу о доношењу Закона о Уставном суду БиХ, власт и опозиција у Републици Српској, према ранијем договору, су на сједници Народне скупштине 15. јула, заказали референдум за 25. септембар. Са изузетком коалиције Домовина, коју чине бошњачки посланици, одлука је била једногласна, а премијер Србије је изјавио да у Бриселу нема приговора на садржај референдумског питања. Бошњаци су тражили интервенцију високог представника, и Валентин Инцко је на сједници Савјета за спровођење мира (ПИК) у Сарајеву, покренуо иницијативу да се Српској оспори право на референдум. Као аргумент ПИК-а против референдума, било је „кршење одлуке Уставног суда БиХ, а самим тим и Дејтонског споразума”, што је било крајње цинично јер су високи представници уз подршку ПИК-а систематски кршили Дејтонски споразум. Као накнадни аргумент навођена је опасност да се Српска неће зауставити на овом референдуму, него да ће ићи све до сецесије. Наводна опасност од сецесије, која је довела до немира и нестабилности у региону, постала је мантра мобилизације противника референдума. Инцко је говорио да се „Додик игра ватром и хода по рубу амбиса”, Мирослав Лајчак је пријетио да ће „организатори референдума сносити санкције”, а ратни командант Армије БиХ генерал Сефер Халиловић најавио је „15-дневни рат против Српске”, охрабрен изјавом редовног члана АНУБиХ Ибрахима Бушатлије да „може да рачуна на подршку Ал Каиде”. Драматизација референдума пренијела се преко Атлантика и на, у почетку уздржани, Брисел и Берлин, што је довело и до њемачког притиска на Србију. Вучић се потом дистанцирао од одлуке руководства Републике Српске и рекао да је „Србија против референдума, да је коначна одлука на руководству у Бањалуци и да ће је поштовати, да се неће мијешати у унутрашња питања БиХ и да је лојалан Дејтону”. Власт и опозиција нису одустали, и у току техничких припрема предсједник Русије позвао је предсједника Српске у Москву, три дана уочи референдума. Предсједник Путин је поновио подршку Русије демократском изјашњавању народа, коју је још приликом најаве референдума о правосуђу изразио министар Лавров. На референдуму излазност је била 55,77%, од чега је 98% гласало да се Дан Републике Српске и даље слави 9. јануара.

#### Локални избори 2016.
На изборима који су одржани 2. октобра, само недјељу дана након референдума, побиједила је коалиција СНСД-ДНС-СП, а фијаско је доживјео Савез за промјене, прије свега СДС. Према коначним резултатима СНСД је побиједио у 11 општина више него на претходним изборима 2012. године, а заједно са коалиционим партнерима ДНС-ом и СП-ом основао власт у више од 40 општина, односно у двије трећине општина у Републици Српској. Према анализама, узроке дебакла СДС-а треба тражити у сарадњи са СДА у заједничким органима која је ишла на штету Српске, и била „међународно” аранжирана. Шокиран првим резултатима, предсједник СДС-а Босић је већ у изборној ноћи изјавио да предстоји темељно преиспитивање грешака и одговорности, и неколико дана касније је поднио оставку, коју је слиједио и један од потпредсједника странке, Огњен Тадић. На општинским изборима у Сребреници, по први пут је послије рата, убедљиво побиједио заједнички кандидат српских странака Младен Грујичић, упркос уједињеној агитацији бошњачких странака, у коју су се укључили реис Кавазовић и „међународни” фактор. У мјесној заједници Жепа, која је током рата била заштићена зона, искључиво бошњачко становништво дало је велику предност кандидатима СНСД-а.

#### Пресуда председнику Српске 2025.
Суд Босне и Херцеговине фебруара 2025. прогласио је председника Српске Милорада Додика кривим и казнио га затворском казном од годину дана и шест година забране обављања јавних функција због неизвршавања одлуке високог представника за БиХ.
Сам Додик је изразио став да је пресуда уперена против Републике Српске и српског народа у целини.

## Политички систем и уставно уређење
Република Српска је јединствен и недјељив уставно-правни ентитет. Самостално обавља своје уставотворне, законодавне, извршне и судске функције. Један је од два равноправна ентитета Босне и Херцеговине. Равноправно и без дискриминације у власти учествују Срби, Бошњаци и Хрвати као конститутивни народи, као и остали народи.
Уставно уређење Српске се темељи на заштити људских слобода, националној равноправности и заштити виталних интереса конститутивних народа, социјалној правди, тржишној привреди, вишестраначком систему, парламентарној демократији, слободним изборима, мјесној самоуправи и заштити права етничких група и других мањина. Предсједник Српске представља Српску и изражава њено јединство. Власт је подијељена на три гране, и то на:
- Законодавну и уставотворну власт — представља је Народна скупштина, на чијем челу је предсједник Народне скупштине, и Вијеће народа.
- Извршну власт — представља је Влада, коју чини предсједник Владе, који је уједно и на њеном челу, и министри.
- Судску власт — представљају је судови.

Општи и локални избори у Републици Српској одржавају се наизмјенично сваке двије године, а мандат свих изабраних представника траје четири године. Општи избори у Републици Српској обухватају изборе за Народну скупштину, изборе за предсједника и потпредсједнике, изборе за Представнички дом Парламентарне скупштине Босне и Херцеговине, те изборе за Предсједништво Босне и Херцеговине. На локалним изборима се бирају одборници скупштина градова или општина и начелници општина или градоначелници.
Према истраживању Галуповог института за јавно мњење које је извршено између 25. јуна и 19. јула 2010, око 88% грађана Републике Српске би се на референдуму изјаснило за одвајање од Босне и Херцеговине.

### Спољни односи
Република Српска је члан Европске скупштине регија (енгл. Assembly of European Regions AER) која пружа подршку регијама у процесу европског проширења. Потписала је неколико споразума о сарадњи, као нпр. споразум са федералним градом Санкт Петербургом (Русија), Регијом Венето и Провинцијом Ди Белуно (Италија) и Округом Тромс (Норвешка).
Влада Републике Српске је у циљу унапређења свих облика сарадње са институцијама и организацијама у иностранству основала 9 привредних представништава (Белгија, Израел, Русија, Србија, Њемачка, Аустрија, Грчка, САД и Кипар).
До сада, од стране Владе Републике Српске је било упућено пет извјештаја Савјету безбједности Организације уједињених нација који су се односили на стање ствари у Републици Српској и Босни и Херцеговини.
Са Србијом Република Српска има потписан споразум о специјалним и паралелним везама.

### Симболи
Симболи Републике Српске су одређени уставом, тачније чланом 8. Изглед заставе и грба, као и текст химне, одређују се уставним законом.
Застава Републике Српске је правоугаоно поље, пропорција 1:2 са хоризонтално распоређеним пољима подједнаке висине — црвено изнад плавог изнад бијелог. Застава је једнака застави Републике Србије до 2004. године.
Амблем Републике Српске је званични симбол од 2007. и састоји се од поља у бојама заставе Српске преко кога је златни преплетени иницијал Републике Српске, поље је окружено златним плодним храстовим вијенцем у дну увезаним траком у бојама заставе, изнад поља је златна затворена хералдичка круна, а испод поља златна кринова круна, око свега је циркумскрипција РЕПУБЛИКА СРПСКА — REPUBLIKA SRPSKA.
'Моја Република' је химна Републике Српске од 2008. године, а први пут је свечано изведена на Дан Републике Српске 2009. године у Концертној дворани Банског двора у Бањој Луци.

### Територијална организација
Територију Републике чине општине и градови као јединице локалне самоуправе. Подручје јединице локалне самоуправе чине насељена мјеста, односно катастарске општине које улазе у њен састав.

#### Општине и градови
Република Српска се састоји из 57 општина и 9 градова. Градови су: Бања Лука, Источно Сарајево, Приједор, Бијељина, Добој, Требиње, Зворник, Градишка и Лакташи. Град Источно Сарајево чини 6 општина: Источни Стари Град, Источна Илиџа, Источно Ново Сарајево, Пале, Соколац и Трново. Дистрикт Брчко има посебан статус и званично је под заједничком управом Републике Српске и Федерације Босне и Херцеговине.
Многе општине и градови Републике Српске су у вријеме рата у Босни и Херцеговини добили префиксе изведене од придјева српски: Српски Брод (Брод), Србиње (Фоча), Српско Сарајево (Источно Сарајево), итд. Касније су многим од ових градова враћена стара имена или су добили нова имена без префикса српски. Примјера ради, данашњи Брод се прије рата звао Босански Брод, да би му током рата име било промијењено у Српски Брод, а данас се зове само Брод.

## Демографија
Још по попису из 1865. се види да је већинско становништво у Босни и Херцеговини било православно (Срби); тада је забиљежено 46,3% православних, 30,4% муслимана и 22,7% католика. Сличан однос у оквиру етничке структуре биљежи и посљедњи аустроугарски попис из 1910. године (43,4% православних, 32,3% муслимана и 23,3% католика). Већинско православно становништво забиљежено је и пописима у периоду између два свјетска рата (из 1921. и 1931. године). У првим пописима у социјалистичкој Југославији 1948, 1951. и 1961. године на подручју СР БиХ Срби су били најбројнија етничка група и према попису из 1961. од укупно 3.277.948 становника у БиХ Срба је било 1.406.057, или 42,9%, а Муслимана је било 842.248, или 25,7%. Попис из 1971. године први пут је показао да је измијењена етничка структура становништва бивше СР БиХ и да су Муслимани у њој постали релативна већина (39,6% Муслимани, 37,2% Срби и 20,6% Хрвати). Према последњем попису у СФРЈ 1991. године на подручју Социјалистичке Републике Босне и Херцеговине даље је порастао удео Муслимана на око 43,67%, а смањио се удео Срба на око 31,37%, или 1.369.258 Срба од укупно 4.364.574 становника у СР БиХ.
Оружани сукоб од 1992. до 1995. на подручју БиХ и Републике Српске однео је скоро 100.000 живота, а допринео је исељавању становништва и демографском пропадању целе БиХ и Републике Српске. По подацима Завода за статистику Републике Српске број становника Републике Српске је у паду, а природни прираштај од 2002. године је негативан. Према резултатима пописа 2013. године Република Српска је имала 1.170.342 становника и 408.825 домаћинстава.
Етнички састав Републике Српске 2013. године
Највећи градови

### Генетика
Према резултатима генетских истраживања, међу становништвом Босне и Херцеговине, самим тим и Републике Српске, најзаступљеније су сљедеће патрилинеарне ДНК хаплогрупе људског Y-хромозома:
- Хаплогрупа I (42,6%)
- Хаплогрупа R (21,4%)
- Хаплогрупа E (14,3%)
- Хаплогрупа J (11,5%)
- Хаплогрупа H (6,1%)
- Хаплогрупа G (2,3%)
- Хаплогрупа N (1,9%)

## Привреда
Посљедице рата у Босни и Херцеговини оставиле су тешко насљеђе за економију Републике Српске као и читаве Босне и Херцеговине. Укупне ратне штете у Босни и Херцеговини цијене се са 100 милијарди $, од чега око једна трећина отпада на Републику Српску.
Економски опоравак Босне и Херцеговине и Републике Српске након 1995. године иде веома споро. То се види посебно преко кретања БДП по глави становника. У 2013. години у читавој БиХ овај индикатор се процењује са 1.200 до 1.300 USD, док је на почетку 1992. он износио око 2.200 долара. Номинални БДП је у 2013. години у цијелој РС износио 8.831.800.000 КМ.
| БДП по глави становника у Републици Српској 2006—2012. (у КМ) | БДП по глави становника у Републици Српској 2006—2012. (у КМ) | БДП по глави становника у Републици Српској 2006—2012. (у КМ) | БДП по глави становника у Републици Српској 2006—2012. (у КМ) | БДП по глави становника у Републици Српској 2006—2012. (у КМ) | БДП по глави становника у Републици Српској 2006—2012. (у КМ) | БДП по глави становника у Републици Српској 2006—2012. (у КМ) | БДП по глави становника у Републици Српској 2006—2012. (у КМ) |
| 2006.                                                         | 2007.                                                         | 2008.                                                         | 2009.                                                         | 2010.                                                         | 2011.                                                         | 2012.                                                         | 2013                                                          |
| ------------------------------------------------------------- | ------------------------------------------------------------- | ------------------------------------------------------------- | ------------------------------------------------------------- | ------------------------------------------------------------- | ------------------------------------------------------------- | ------------------------------------------------------------- | ------------------------------------------------------------- |
| 4.535,00                                                      | 5.107,00                                                      | 5.907,00                                                      | 5.739,00                                                      | 5.805,00                                                      | 6.073,00                                                      | 6.006,00                                                      | 6.146,00                                                      |

Индустрија је доминантна привредна грана у Републици Српској. Од укупно 9.347 предузећа у РС на нивоу Подручне привредне коморе Бањалука ради 5.153. Од овог броја 60% је у области индустрије. У периоду 2013. пратећи званичне податке о макроекономским кретањима може се закључити да је дошло до благог опоравка привреде у РС и БиХ. У подручју прерађивачке индустрије производња је повећана за 6,2% а у укупној индустрији учешће прерађивачке индустрије износи 59%. Но међутим број запослених је мањи за 0,4% у односу на 2012. што говори и даље о изузетно сложеном стању у привреди РС.
Основне индустријске гране су: енергетика, металургија и прерада метала, електро и хемијска индустрија, индустрија прераде дрвета, индустрија текстила, коже и обуће, графичка индустрија, индустрија грађевинског материјала, те прехрамбена индустрија. За најуспјешније привредне субјекте према избору Привредне коморе Републике Српске проглашавани су:
- 2003. „Витинка ад”, Козлук
- 2004. „Интеграл инжињеринг ад”, Лакташи
- 2005. „Рафинерија нафте Брод”
- 2006. „Арселор Митал Приједор ад”
- 2007. „Интеграл инжињеринг ад”, Лакташи
- 2008. „Боксит ад”, Милићи
- 2009.  није проглашен побједник [обраћала се „Рафинерија нафте Брод”]
- 2010. „СХП Целекс”, Бања Лука
- 2011. „Рафинерија уља ад”, Модрича
- 2012. „ЕФТ рудник и термоелектрана Станари”
- 2013. „АД Орао-Завод за производњу и ремонт авионских мотора”, Бијељина

### Саобраћај
Саобраћај у Републици Српској спада у надлежност Министарства саобраћаја и веза Републике Српске. У ту област потпада сва саобраћајна и телекомуникациона инфраструктура Српске. Саобраћајна инфраструктура обухвата путеве, жељезничке пруге, жељезничке станице, аеродроме, пловне путеве, пристаништа и слично, док телекомуникациона инфраструктура обухвата телефонију, телеграфију, оптичке каблове, земаљске станице веза, саобраћајну телематику и друго. Ниже надлежности су подијељене према саобраћајним секторима на Жељезнице Републике Српске, Поште Српске, Путеви Републике Српске и друга јавна предузећа која су задужена за одржавање саобраћаја у Српској.

#### Друмски саобраћај
Основна мрежа друмског саобраћаја у Српској обухвата 4.192 километара јавних путева, од чега 1.781 km магистралних и 2.183 km регионалних путева. У Републици Српској тренутно постоји један изграђен ауто-пут (Градишка — Бања Лука), а у току је градња ауто-пута Бања Лука — Добој. Магистрални путеви у Републици Српској који припадају европској мрежи међународних путева су:
- Европски пут Е73 (М17): (Хрватска) Славонски Шамац/Шамац — Модрича — Руданка — Добој — Каруше — (Федерација БиХ),
- Европски пут Е661 (М16): (Хрватска) Стара Градишка/Градишка — Лакташи — Бања Лука — Карановац — Угар — (Федерација БиХ),
- Европски пут Е761 (М5): (Федерација БиХ) — Велечево — Чађавица — Рогољи — Мркоњић Град — Језеро — (Федерација БиХ),
- 25п Европски пут Е761 (М5): (Федерација БиХ) — Источно Сарајево — Подроманија — Рогатица — Устипрача — Вишеград — Вардиште/Котроман (Србија),
- Европски пут Е762 (М18): (Федерација БиХ) — Источно Сарајево — Трново — Фоча — Хум/Шћепан Поље (Црна Гора).

#### Жељезнички саобраћај
Укупна дужина пруга нормалног колосијека у Српској износи 425 km. Жељезнице Републике Српске годишње превозе око 1 милион путника и око 6 милиона тона робе. Жељезнице Републике Српске дневно у оптицају користе 65 путничких и 8 теретних возова. Главна дјелатност Жељезница Републике Српске је обављање промета роба и путника на жељезничким пругама у Републици Српској. Међународни код Жељезница Републике Српске је 0044.

### Туризам
Најзаступљенији типови туризма у Републици Српској су: планински, бањски, вјерски, авантуристички и еко-туризам. Иако територијално невеликој, Републици Српској припадају богати, али разуђени природни ресурси. Климатске зоне се протежу од средоземне на југу Херцеговине, до умјерено-континенталне која преовлађује у сјеверним дијеловима.
Природна богатства Републике Српске су свакако њене познате планине: Зеленгора, Трескавица, Јахорина, Романија, потом Грмеч, Козара, Озрен и многе друге, са огромним шумским и ловним богатством. По својим смјештајним капацитетима и изграђеној инфраструктури за зимске спортове посебно се издваја планина Јахорина на којој су се 1984. године одржавала такмичења Зимских олимпијских игара. Краљевско село Котроманићево се налази на 40 km удаљености од Добоја, магистралним путем који повезује планине Озрен и Вучијак са равничарским предјелима Посавине. Село је изграђено је на обали Величанке, ријеке која је изузетно богата рибљом фауном и шкољкама (што свједочи и о њеној чистоћи), а комплетан простор чини природни амбијент идеалан за одмор и рекреацију.
У подножјима планина прострле су се питоме и плодне житне равнице Посавине и Семберије, Лијевче поља и лагано заталасаних Поткозарја и Подгрмеча, као и предјели херцеговачког краса, прошараног плодним крашким пољима. Водотоци моћних ријека Уне, Сане, Врбаса, Укрине, Дрине и Таре, засигурно најбистријих ријека на читавом Балкану, богати су сваковрсном рибом. Најпознатије бање у Републици Српској су: Врућица, Дворови, Губер, Лакташи, Слатина, Кулаши, Љешљани, Мљечаница и Вишеградска Бања, које имају изграђене значајне смјештајне капацитете.
Важна туристичка понуда крајишких Срба је традиционална Грмечка корида, организација борбе бикова. Борбе се традиционално одржавају сваке године у прву недјељу иза Илиндана (2. августа). Данас, ова манифестација је у оквиру Илинданских свечаности, а организује се уз помоћ локалне заједнице у Оштрој Луци и Владе Републике Српске. Године 2015. одржана је 243. корида по реду. Андрићград или Каменград је културни центар и врста етно-села, који се налази на локацији Ушће на самом ушћу ријека Дрина и Рзав у Вишеграду чији је идејни творац режисер Емир Кустурица. За посјетиоце је отворен 5. јула 2012. Град је изграђен од камена и у њему се налази педесетак објеката. У граду постоји градско позориште, модерни биоскоп, градска управа, академија лијепих умјетности, зграда Андрићеве гимназије, ријечна марина и пристаниште, хотели, тргови, црква, стари хан, дућани и спомен кућа Иве Андрића. Дана 28. јуна 2013. године отворен је Андрићев институт.
- Орловачко језеро на планини Зеленгора
- Арсланагића мост, Требиње
- Парк природе Добрун — Рзав
- Андрићград, Вишеград.
- Етно-село „Станишићи“.

## Култура
Академија наука и умјетности Републике Српске је највиша научна, културна, радна и репрезентативна установа у Републици Српској. Задатак ове академске институције је да развија, унапређује и подстиче научну и умјетничку дјелатност. Академија је установа од посебног националног интереса за Републику Српску.
Важан носилац развоја драмске умјетности у Бањој Луци и цијелој регији је Народно позориште Републике Српске које има осамдесет стално запослених, а у саставу самог глумачког ансамбла, двадесетшест драмских умјетника. Један од највећих, а сигурно и најпосјећенијих културних догађаја у граду је и Театар Фест који се сваке године одржава у овом позоришту, уз учешће многих домаћих и страних глумачких ансамбала.
Народна и универзитетска библиотека Републике Српске је средишња библиотека Универзитета у Бањој Луци, матична библиотека свих јавних универзитета у Републици Српској и кровна и централна национална библиотека Српске.
Републички завод за заштиту културно историјског и природног насљеђа је званична управна институција Републике Српске и организација у саставу Министарства просвјете и културе Републике Српске. Завод евидентира, штити и води централни регистар културних, историјских и природних споменика на читавој територији Републике Српске.
Године 1993. на Јахорини, основано је Удружење књижевника Српске, под предсједништвом професора и политичара Николе Кољевића. Од 2003. године, предсједник удружења је Зоран Костић који је сједиште премјестио из Српског Сарајева у Бању Луку. Предсједник сарајевско-романијско-дринске подружнице је Недељко Зеленовић.
Оснивачка скупштина Удружења историчара Републике Српске „Милорад Екмечић” одржана је у Бањалуци, у децембру 2015. године, а за предсједника је изабран Драга Мастиловић, декан Филозофског факултета Универзитета у Источном Сарајеву. Као циљеви Удружења наведени су унапређивање научно-истраживачке дјелатности у области историјске науке на простору Републике Српске и популарисање тих резултата, унапређење наставе историје и стручно усавршавање наставничког кадра.
Друштво чланова Матице српске у Републици Српској, његови органи и радна тијела, посебну пажњу поклониће изучавању књижевности и језика српског народа и књижевности других народа у Републици Српској и Босни и Херцеговини; организовању енциклопедијског рада у области друштвених и природних наука; издавању капиталних дјела из области књижевности, науке и умјетности, обради, чувању и заштити архивске грађе; сарадњи са академијама наука и умјетности и универзитетима у земљи и иностранству; обезбјеђењу донација, легата и других поклона и њиховом коришћењу у складу са вољом дародавца или легатора итд.
- Зграда Народног позоришта Републике Српске
- Музеј савремене умјетности Републике Српске
- Црква Светог Ђорђа у Сопотници, у којој је радила прва штампарија на територији БиХ, друга на Балкану
- Завод за уџбенике и наставна средства Републике Српске

### Спорт

#### Фудбал
Најтрофејнији фудбалски клуб а уједно и најпопуларнији спортски колектив на простору Републике Српске је ФК Борац Бања Лука. ФК Борац се током историје, између осталог, китио насловима побједника: Митропа купа, Купа маршала Тита, као и првака БиХ и побједника Купа БиХ. А провео је и 16 сезона у првој фудбалској лиги СФРЈ, у којој је заузео 4. мјесто у сезони 1990/91. Најстарији фудбалски клуб у Републици Српској је ФК Славија, који је основан 1908. године и такмичио се у првенству Краљевине Југославије у фудбалу. Од већих фудбалских клубова ту су још: ФК Рудар Приједор, ФК Радник Бијељина и ФК Леотар, који је и први шампион Премијер лиге Босне и Херцеговине у фудбалу. Титулу шампиона БиХ освојио је и фудбалски клуб из Модриче — ФК Модрича Максима.

#### Рукомет
Генерално најуспјешнији спортски колектив Републике Српске је РК Борац Бања Лука који је освајао и титулу првака Европе. У својим ветринама има и ЕХФ Куп. РК Борац је и седмоструки шампион и десетороструки освајач Купа СФРЈ, шампион и побједник Купа БиХ а данас и учесник регионалне СЕХА рукометне лиге. Поред РК Борац, издвајају се још РК Приједор и РК Слога Добој. Слога је освајала првенство и два пута Куп БиХ. Град Добој традиционално већ више од 50 година организује један од најпознатијих рукометних турнира у Европи — ТВ турнир шампиона.

#### Кошарка
Од кошаркашких клубова најпознатији су КК Борац Нектар (први шампион БиХ кошаркашке лиге) и КК Игокеа. Игокеа је освојила прво мјесто у регуларном току АБА лиге 2012/13 и самим тим играла и финални турнир регионалне — Јадранске кошаркашке лиге, којем је била домаћин у новоизграђеној спортској дворани у Лакташима. Поред тога има у својим ветринама и три трофеја првака и два освојена трофеја Купа БиХ.

#### Тенис
У Бањалуци је изграђен Национални тениски центар Републике Српске за потребе одржавања професионалног АТП 250 турнира Српска опен 2023. Капацитет централног стадиона је око 6000 места, а овај модерни спортски објекат се налази у оквиру парка Младен Стојановић.

#### Борилачки спортови
БК Славија из Бањалуке је клуб који је својим резултатима прославио Бањалуку и читаву СФР Југославију у Европи и свијету. Познати боксери овог клуба су: Маријан Бенеш, Антон Јосиповић, Батар, Вујковић. Боксерски клуб Славија је екипни шампион Југославије из 1974, са тимом који се састојао искључиво од бањалучких такмичара. Антон Јосиповић се 1984. окитио олимпијским златом. Марјан Бенеш је био професионални и аматерски првак Европе и вицешампион свијета. У новијој историји клуба, Славија је освојила 6 узастопних титула клупског првака БиХ. Овај клуб организује традиционални меморијал „Радован Бисић”, који је признат од Међународне боксерске федерације (ЕАБА).
Немања Мајдов из Источног Сарајева, освајач је златне медаље на Свјетском првенству у џудоу 2017. године у Будимпешти — у категорији од 90 килограма.

#### Спортови на води
Изградњом Градског олимпијског базена у Бањалуци, спортови на води доживљавају праву експанзију. У Бањој Луци постоје 3 ватерполо (ВК Бања Лука, ВК Студент, ВК Фортуна) и неколико пливачких клубова (ПК 22. април, ПК Младост Бања Лука, ПК Олимп) Пливачи остварују све боље и боље резултате на међународним такмичењима а млада чланица ПК Олимп — Ивана Нинковић наступила је на Олимпијским играма у Лондону. У граду Требињу такође живи пливачки спорт.

#### Зимски спортови
Захваљујући олимпијској планини Јахорини, у овом дијелу РС постоји мноштво спортских клубова у зимским спортовима. То су : Сноуборд клуб Јахорина, Смучарски клуб Романија, Смучарски клуб Пале, Скијашки клуб Јахорина, Смучарски клуб Младен Грујић, Скијашки клуб Игман. Најпознатије представнице овог спорта из Републике Српске су Јелена Лоловић и Жана Новаковић, која је наступала је и на ЗОИ у Ванкуверу 2010.

#### Спортске манифестације

##### Традиционалне манифестације
Најпознатије традиционалне спортске манифестације које се у РС организују током године су: Бањалучки турнир у малом фудбалу Борик, Међународни рукометни турнир шампиона Добој, бањалучки тениски АТП челенџер Младост, фудбалски међународни турнир за млађе категорије Фоча, осмомартовски рукометни турнир ЖРК Борац, Ски куп Јахорина, Пливачки митинг Бања Лука, Видовданска трка Брчко, Бициклистичка трка Бања Лука — Београд, Петровдански падобрански куп Приједор, Боксерски меморијал „Радован Бисић” у организацији БК Славија Бања Лука.

##### Међународна такмичења
Република Српска је до сада била домаћин бројних међународних такмичења, између осталих: Свјетског првенства за рукометаше јуниоре — Бања Лука 2013, Свјетског и Европског првенства у рафтингу Врбас/Тара 2008, Европског првенства у каратеу Бања Лука 2008, Свјетског првенства у куглању Бања Лука 2008, Европског првенства у кајаку и кануу Врбас 2011, финалног турнира — АБА кошаркашке лиге Лакташи 2013, финале Купа Србије за ватерполисте, тениски меч — Ђоковић : Троицки у дворани Борик Бања Лука.

#### Спортски објекти
Најрепрезентативнији спортски објекти у Републици су: Градски олимпијски базен (Бања Лука), Спортска дворана Лакташи, Спортска дворана „Пеки” (Пале), Градски стадион у Бањој Луци, фудбалски стадион са вјештачком травом у Крупи на Врбасу, Стадион др Милан Јелић у Модричи (са капацитетом за 7.600 гледалаца), Рафтинг центар „Кањон”, Коњички клуб „Чокорска поља”, Ски објекти „Јахорина”, тениски терени „Младост БЛ” (посједују и прве терене у БиХ са тврдом подлогом као на Аустралијан Опену) и Куглана Бања Лука (осмостазна од Свјетског првенства у БЛ 2008).

## Празници
Празници у Републици Српској су одређени „Законом о празницима Републике Српске”. Празници се дијеле на републичке и вјерске. Републички празници су:
| Датум          | Назив празника                                                       | Напомене     |
| -------------- | -------------------------------------------------------------------- | ------------ |
| 1. и 2. јануар | Нова година                                                          | Нерадни дани |
| 9. јануар      | Дан Републике                                                        | Нерадни дан  |
| 1. и 2. мај    | Међународни празник рада                                             | Нерадни дани |
| 9. мај         | Дан побједе на фашизмом                                              | Нерадни дан  |
| 21. новембар   | Дан успоставе Општег оквирног споразума за мир у Босни и Херцеговини | Нерадни дан  |

Вјерски празници су:
| Датум              | Назив празника           | Напомене     |
| ------------------ | ------------------------ | ------------ |
| 6. и 7. јануар     | Православни Божић        | Нерадни дани |
| 24. и 25. децембар | Католички Божић          | Нерадни дани |
| Покретни празник   | Курбан-бајрам            | Нерадни дани |
| Покретни празник   | Православни Велики петак | Нерадни дан  |
| Покретни празник   | Православни Васкрс       | Нерадни дани |
| Покретни празник   | Католички Велики петак   | Нерадни дан  |
| Покретни празник   | Католички Ускрс          | Нерадни дани |
| Покретни празник   | Рамазански бајрам        | Нерадни дани |

## Галерија
- Маглић, 
 највиши врх Српске
- Мост Мехмед-паше Соколовића 
 у Вишеграду на ријеци Дрини
- Манастир Липље 
 код Теслића
- Врело Паљанске Миљацке 
 код Пала
- Долина хероја 
 Тјентиште код Фоче
- Џамија Ферхадија 
 у Бањој Луци
- Споменик палим Крајишницима 
 на Бањ брду
- Манастир Тавна 
 код Бијељине
- Тврђава Кастел 
 у Бањој Луци
- Топола ужаса, Спомен подручје Доња Градина
- Добојска тврђава
- Манастир Кнежина 
 код Сокоца
- Романија
- Балкана
- Херцеговачка Грачаница, 
 Требиње
- Споменик Петру I Карађорђевићу 
 у Бијељини
- Цврцка
- Споменик Иви Андрићу 
 у Андрићграду, Вишеград